# Либерман, Макс
Макс Ли́берман, Либерманн (нем. Max Liebermann, 20 июля 1847, Берлин — 8 февраля 1935, Берлин) — немецкий живописец и график еврейского происхождения, один из главных представителей импрессионизма за пределами Франции.
После обучения в Веймаре, прожив некоторое время в Париже и Нидерландах, Либерман поначалу писал натуралистические произведения на социальную тематику. Увлёкшись французским импрессионизмом, начиная с 1880 года  Либерман перешёл к светлым тонам и энергичной технике нанесения мазков. Его творчество ознаменовало переход искусства XIX века к классическому модерну времен вильгельминизма и Веймарской республики. Этой трансформации художник активно способствовал, возглавляя Берлинский сецессион. С 1920 года и до своей отставки в 1933 году, последовавшей вслед за вмешательством национал-социализма в политику в сфере искусства, Либерман руководил Прусской академией искусств. Последние годы жизни Макс Либерман провёл в уединении в родном Берлине.

## Биография

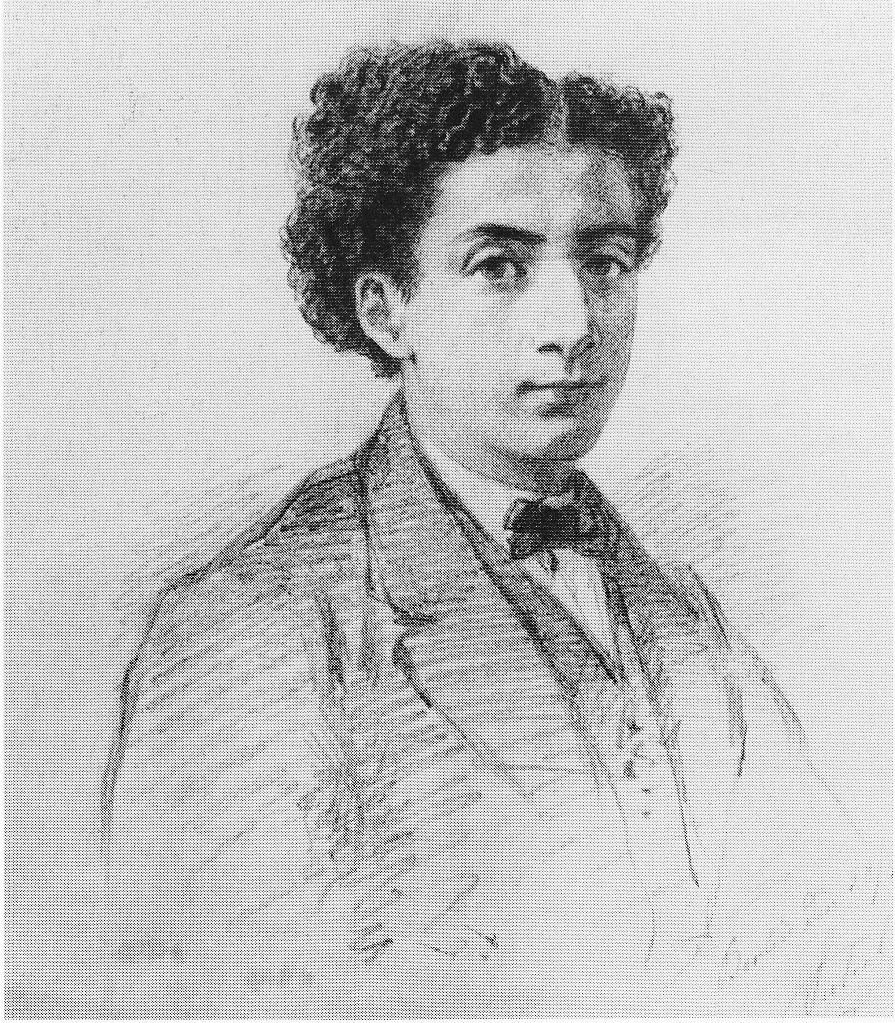
Макс Либерман в возрасте 16 лет (рисунок Натаниэля Зихеля)

### Юность
Макс Либерман родился в Берлине 20 июля 1847 года в семье состоятельного еврейского промышленника Луи Либермана и его супруги Филиппы (урождённой Халлер). Его дед Йозеф Либерман был известным предпринимателем-текстильщиком, заложившим основы финансового благополучия семьи. Спустя три дня после рождения Макса вступило в силу Положение о евреях, расширившее права еврейской части населения. В 1851 году Либерманы переехали на улицу Беренштрассе (нем. Behrenstraße), рядом находилась и начальная школа, которую, как и все последующие, Макс возненавидел.
После начальной школы Либерман перешёл в реальную школу в Доротеенштадте. Макс уделял много времени рисованию, его родители относились к увлечению мальчика сдержанно. Когда Максу исполнилось двенадцать лет, его отец приобрёл представительный особняк на Парижской площади. Семья придерживалась либерального течения в иудаизме и всё более отходила от ортодоксального образа жизни деда. Несмотря на то, что во дворце Либерманов было несколько салонов и спален, три сына Либерманов спали в одной общей комнате, где в стене было предусмотрено стеклянное окно, чтобы родители могли наблюдать за тем, как мальчики делают уроки.
В 1859 году Луис Либерман заказал портрет своей жены, и Макс сопровождал мать к художнице Антони Фолькмар. От скуки он попросил карандаш и начал рисовать. Уже немолодая Антони Фолькмар очень гордилась тем, что именно она открыла миру известного художника. Родители Макса не испытывали особого трепета перед живописью, но так Макс хотя бы не отказывался ходить в школу. После занятий в школе Макс отправлялся на частные уроки живописи к Эдуарду Гольбейну и Карлу Штеффеку.

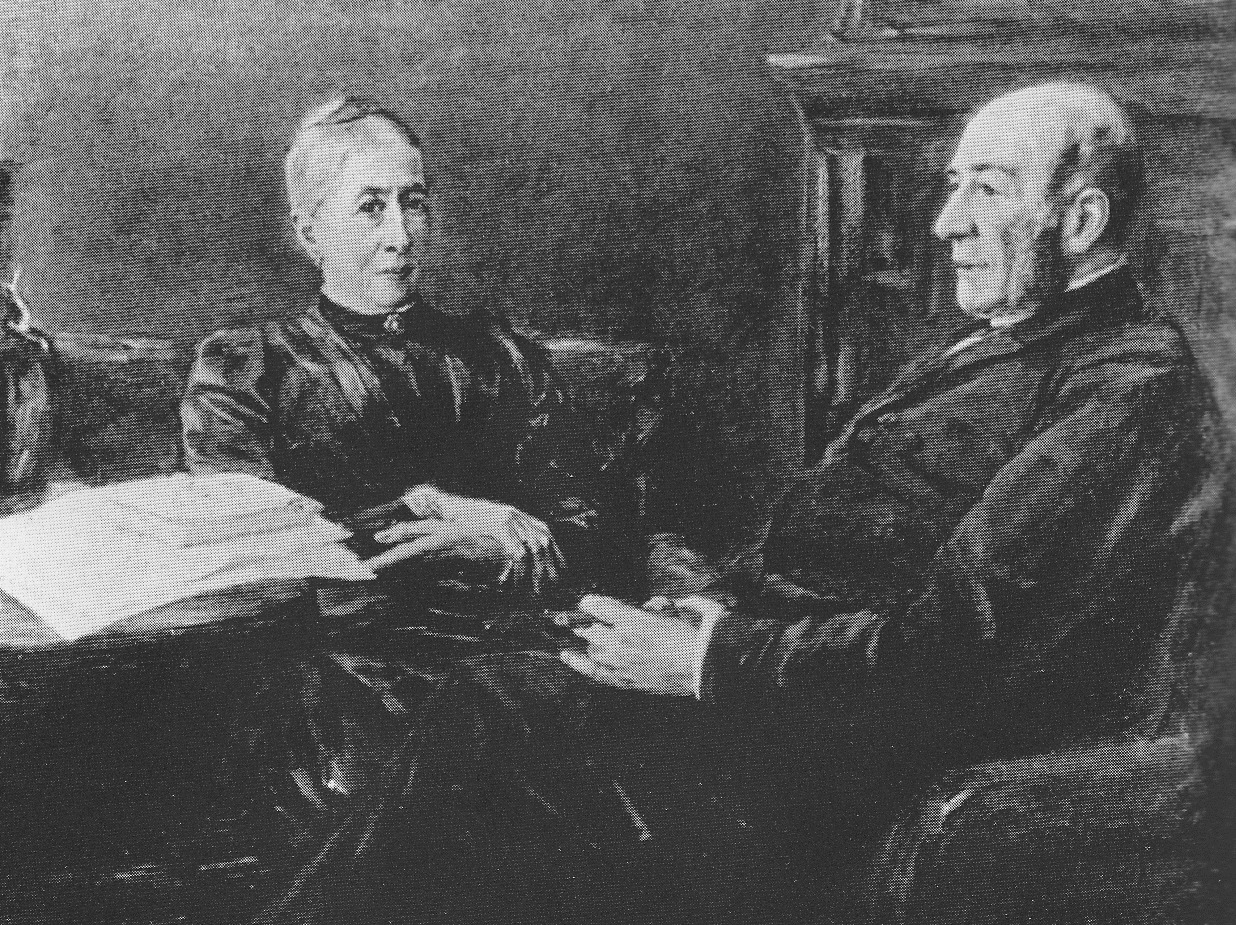
Родители Макса Либермана

В именитой еврейской семье Макс не отличался особой эрудированностью. На занятиях в школе он часто отвлекался и отвечал невпопад. За это его дразнили одноклассники, и Макс часто симулировал болезни, чтобы не ходить в школу. Родители ставили ему в пример более разумного брата Георга, что ещё больше усиливало в Максе чувство инакости. Одарённость Макса в рисовании ничего не значила для родителей: отец запретил 13-летнему Максу упоминать фамилию Либерман на первой публичной выставке его работ.

### Учёба и раннее творчество

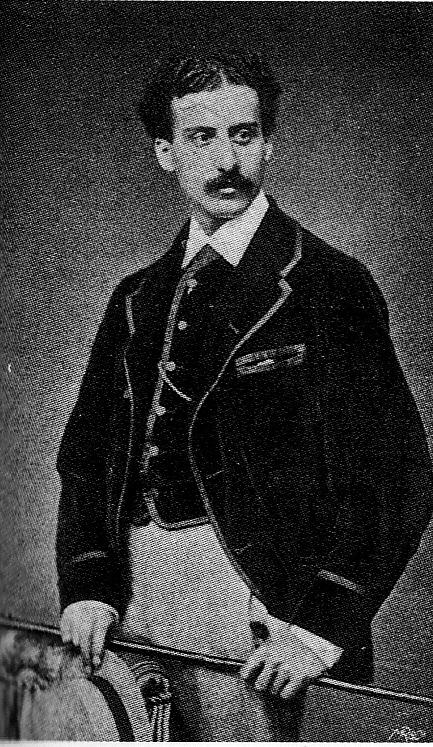
Макс Либерман в возрасте 25 лет, студент Веймарской художественной школы

После окончания школы Макс Либерман подал документы в Университет имени Гумбольдта. Он выбрал химический факультет, где успешно учился его кузен Карл Либерман. Однако изучение химии должно было служить прикрытием для занятий искусством и отличного времяпрепровождения. Поэтому Макса Либермана никогда не воспринимали всерьёз. Вместо посещения лекций он катался в парке Тиргартен верхом и занимался рисованием. Кроме того Макс стал всё чаще помогать Карлу Штеффеку в работе над его монументальными батальными картинами. У Штеффека Либерман познакомился с Вильгельмом Боде, который впоследствии всячески продвигал творчество Макса Либермана, занимая пост директора Музея императора Фридриха. 22 января 1868 года Либерман был отчислен из берлинского университета за «отсутствие прилежания в учёбе». После серьёзного конфликта с отцом по этому поводу родители всё же позволили Максу посещать занятия в Художественной академии великого герцога в Веймаре. Там Макс Либерман учился у бельгийского мастера исторической живописи Фердинанда Паувельса, который познакомил Либермана с творчеством Рембрандта во время одной из учебных поездок класса в кассельский Фридерицианум. Рембрандт произвёл неизгладимое впечатление на молодого Либермана.
Всеобщий патриотический подъём, царивший в стране в 1870 году во время франко-прусской войны, не обошёл стороной и Макса Либермана. Из-за невылеченного перелома руки его не взяли на регулярную военную службу, но он записался добровольцем в орден иоаннитов и служил санитаром под Мецем. В 1870—1871 годах на стороне Германии в войне сражалось около 12 тысяч евреев. Пережитое на полях сражений глубоко потрясло молодого художника, охладив его пыл и восхищение войной.
Начиная с лета 1871 года Макс Либерман находился в Дюссельдорфе, где влияние французского искусства ощущалось сильнее, чем в Берлине. Там он познакомился с Михаем Мункачи, привлёкшим интерес Либермана реалистичностью изображения сцен повседневной жизни, как, например, в «Щипательницах шерсти». На средства своего брата Георга Макс совершает первую поездку в Нидерланды, побывав в Амстердаме и Схевенингене, восхитивших его своим светом, людьми и природой.

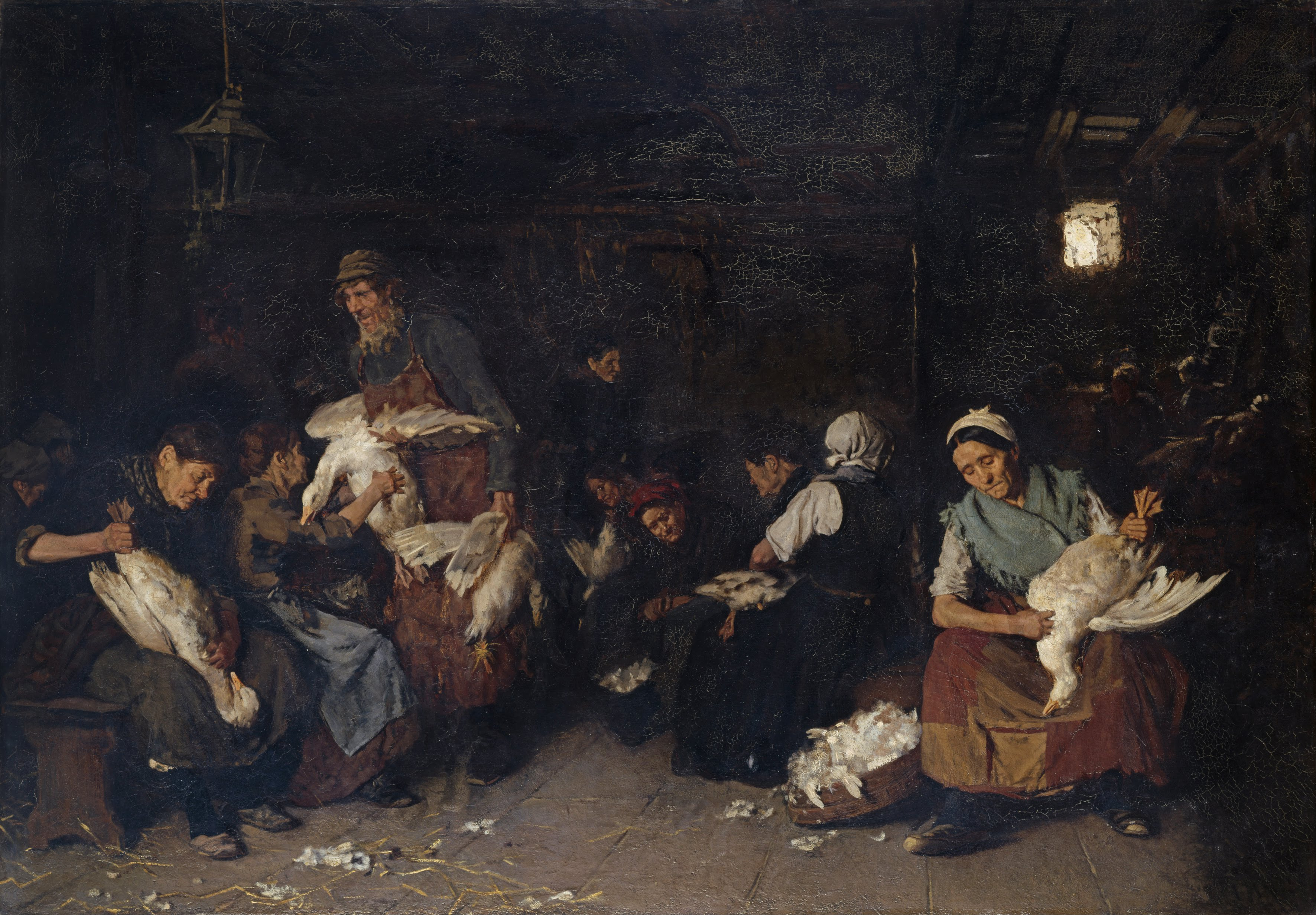
Женщины, ощипывающие гусей. 1872. Первая картина Либермана, выполненная маслом, появилась под влиянием Михая Мункачи и Рембрандта

Первая крупная работа Либермана «Женщины, ощипывающие гусей» появилась в первые месяцы после возвращения из Нидерландов. На ней в тёмной цветовой гамме изображена неприятная и прозаическая работа. В ней помимо натурализма Мункачи также видны элементы исторической живописи. Взглянув на ещё не готовое полотно, учитель Либермана Паувельс заявил, что ему нечему учить своего ученика. Необычный сюжет картины вызвал отвращение и шок у публики на гамбургской художественной выставке. Несмотря на похвалу критиков в адрес его искусной техники, Макс Либерман заработал имидж художника, рисующего уродство. Несмотря на аналогичную реакцию публики на берлинской выставке в том же году, картина была продана железнодорожному магнату Бетелю Генри Штроусбергу.
Творчество Либермана считалось в Германии «пачканьем». Его вторая крупная работа «Изготовительницы консервов» была заявлена на большую ежегодную выставку в Антверпене, где на неё нашлось сразу два покупателя. Либерман нашёл свой первый художественный стиль: он писал людей за работой реалистично и без лишней сентиментальности, унизительной жалости и обманывающей романтики, но и не впадая в критические разоблачения. В своих сюжетах он находил природное достоинство, которое не нуждалось в приукрашивании.
В 1873 году, наблюдая веймарских крестьян, собиравших урожай свеклы в пригороде Веймара, Либерман решил запечатлеть их на картине. Однако художник Карл Гуссов цинично посоветовал ему лучше вообще не писать картину. Потерявший энтузиазм Либерман соскрёб краску с уже начатого полотна и решил отправиться в Вену к знаменитому историческому и салонному живописцу Гансу Макарту. Пробыв у него всего лишь пару дней, Макс Либерман решает оставить Германию, художественная жизнь в которой представлялась ему отсталой и пыльной.

### Париж, Барбизон и Амстердам

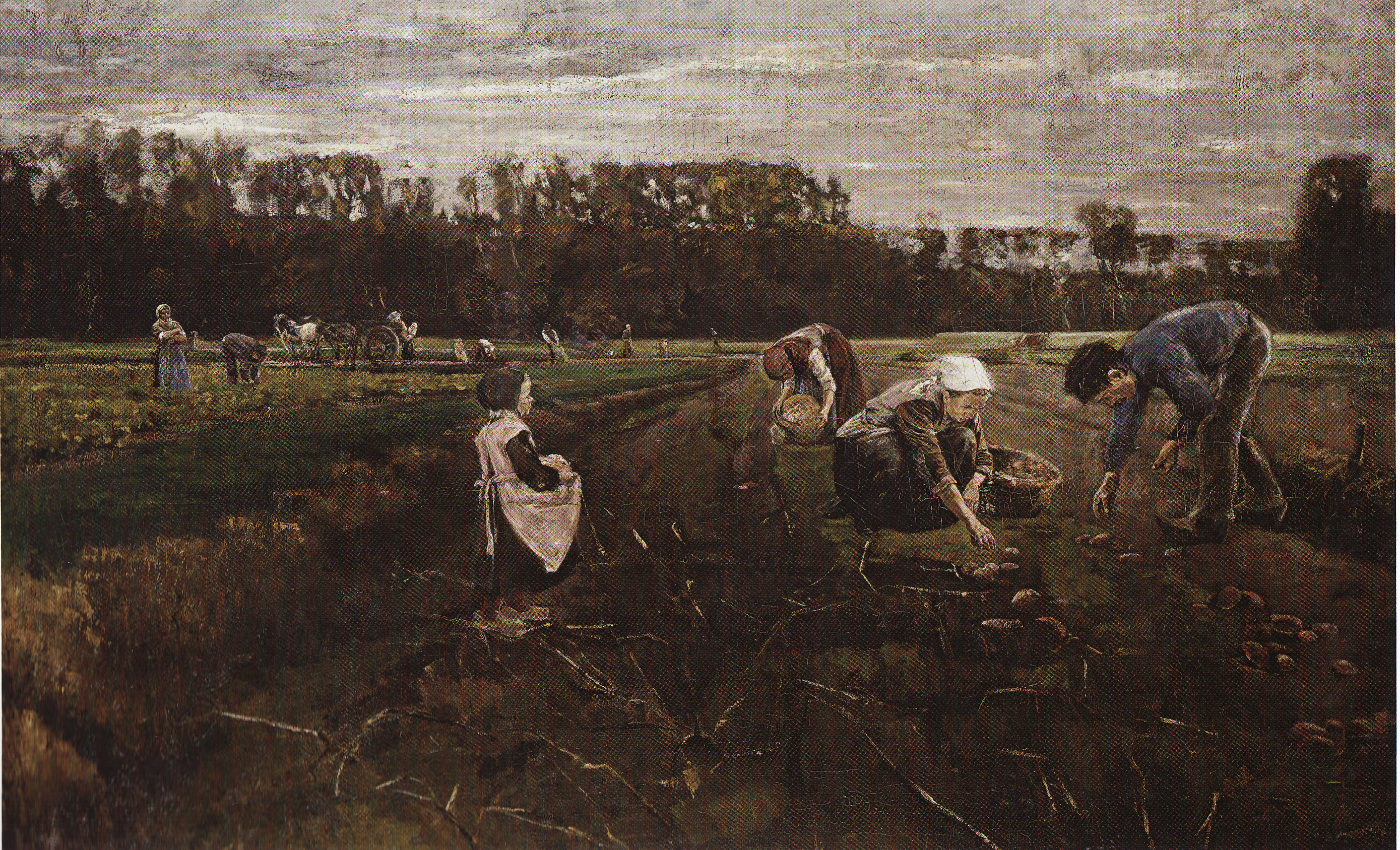
Сбор урожая в Барбизоне. 1874. Либерман находится под влиянием барбизонской школы

В декабре 1873 года Макс Либерман отправился в Париж и устроил свою мастерскую на Монмартре. В художественной столице мира он собирался познакомиться с ведущими представителями реализма и импрессионизма. Однако французские художники отказались общаться с «немцем» Либерманом. В 1874 году он заявил своих «Женщин, ощипывающих гусей» на Парижский салон. Хотя картина и была принята на конкурс, Либерман получил отрицательные отзывы в прессе прежде всего по националистическим причинам. Лето 1874 года Либерман провёл в Барбизоне в лесу Фонтенбло. Художника серьёзно интересовало творчество Мункачи, но ещё больший интерес он испытывал к творчеству Констана Труайона, Шарль-Франсуа Добиньи, Камиля Коро и прежде всего Жан-Франсуа Милле.
Барбизонская школа сыграла большую роль в становлении импрессионизма: она сформировала импрессионистскую пейзажную живопись и обогатила художественные направления своего времени возможностями пленэра. Под влиянием Барбизона Либерман отказался от старомодной, тяжёлой живописи Мункачи. Его больше интересовали техники барбизонцев, чем их сюжеты. В Барбизоне Либерман, вспомнив о своих эскизах к «Работникам на свекольном поле», начал писать свой «Сбор урожая в Барбизоне», который он закончит лишь годы спустя. Либерман пытался пойти по следам Милле и потому, по мнению критиков такого времени, сделал шаг назад: работники выглядели ненатурально и казались добавленными в пейзаж в последний момент.
В 1875 году Либерман провёл три месяца в голландском Зандвоорте. В Харлеме он работал над копиями картин Франса Халса. Изучая портретную живопись Халса, Либерман пытался найти свой собственный стиль. Франс Халс с его техникой энергичного и размашистого нанесения красок оказал влияние на позднее творчество Либермана наряду с французскими импрессионистами. В это время сформировалась творческая особенность художника Либермана медлить с реализацией возникшей идеи крупной картины. Лишь вернувшись осенью 1875 года. в Париж и переехав в ателье большего размера, Либерман вернулся к своим впечатлениям и написал первую работу, посвящённую купающимся рыбацким детям. Позднее он вновь вернулся к этому сюжету.

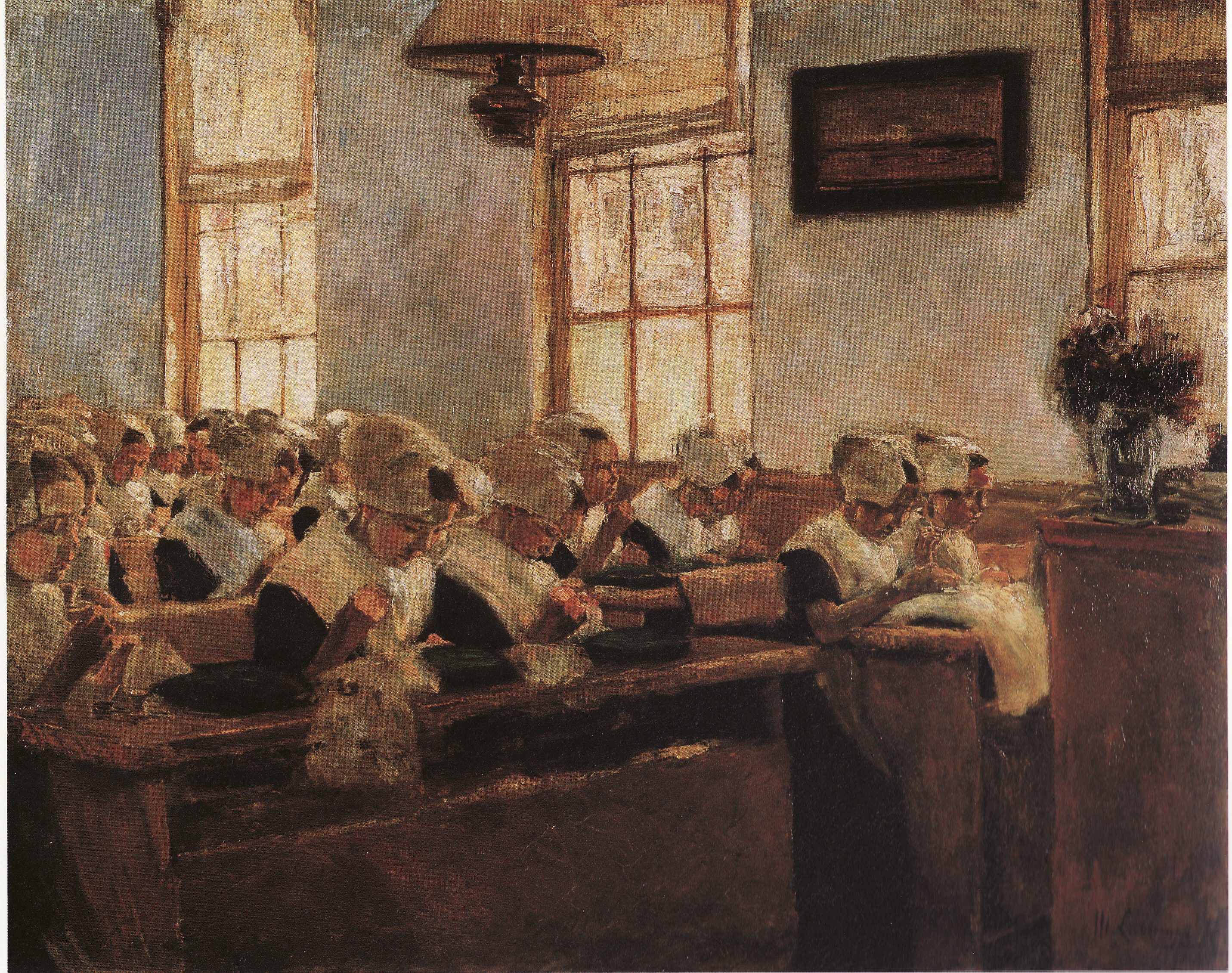
Голландская школа шитья. 1876. В творчестве Либермана всё отчётливее ощущается импрессионизм

Летом 1876 года Либерман вновь уехал на несколько месяцев в Нидерланды. Он продолжил изучать творчество Халса, благодаря чему он позднее выработает собственный стиль своих портретов. В Амстердаме Либерман познакомился с художником-офортистом Вильямом Унгером, который в свою очередь свёл его с Йозефом Израэльсом и познакомил с гаагской школой живописи. На своей картине «Голландская школа шитья» Либерман использует световые эффекты уже в импрессионистской манере. Благодаря профессору Августу Аллебе Либерман пришёл в Португальскую синагогу Амстердама, что привнесло в его творчество осмысление своих еврейских корней. В это время появились первые эскизы в амстердамском приюте для сирот.
В Париже Либерман страдал глубокими депрессиями, которые объяснялись давлением родителей и собственными творческими терзаниями. В это время появилось лишь несколько картин. Либерман много раз принимал участие в Парижских салонах, которые однако не принесли ему долгожданного успеха. Художественная среда Парижа ничего не могла дать Либерману, напротив отвергала его по причинам шовинистического толка. Его творчество не смогло стать «французским», но испытало большое влияние голландцев. Либерман решил окончательно покинуть Париж.

### Мюнхен

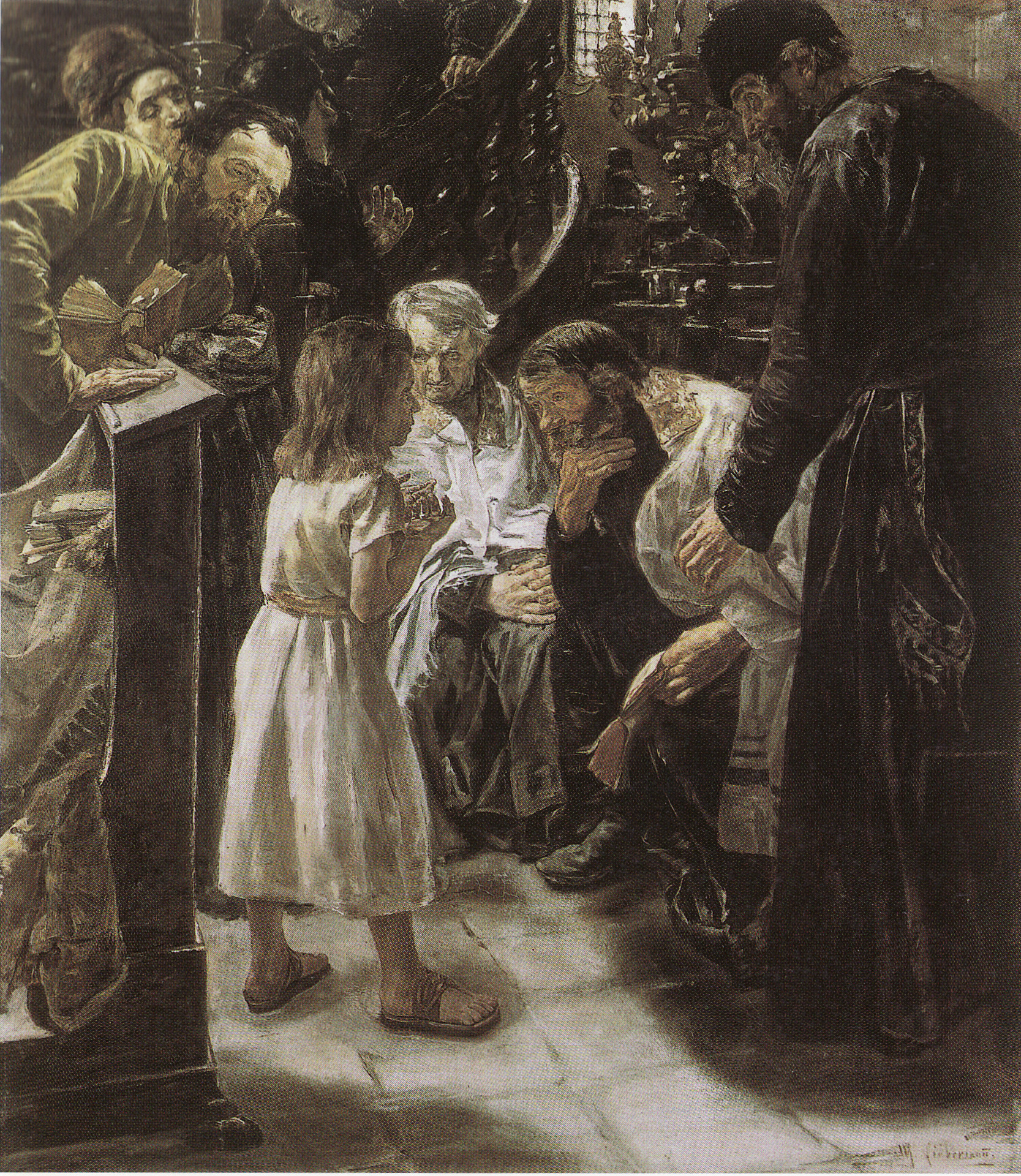
Двенадцатилетний Иисус в храме. 1879. Этот шедевр раннего творчества Либермана вобрал в себя влияние натурализма, старых голландцев и венецианского искусства

В 1878 году Либерман впервые побывал в Италии. В Венеции он мечтал посмотреть работы Витторе Карпаччо и Джентиле Беллини и выработать для себя новые творческие ориентиры. Там он познакомился с группой художников из Мюнхена, в частности и с Францем фон Ленбахом, и пробыл в их компании в Венеции три месяца, а затем последовал за ними в столицу Баварии, которая благодаря мюнхенской школе живописи прославилась как центр натуралистического искусства в Германии.
В декабре 1878 года Либерман приступил к своей картине «Двенадцатилетний Иисус в храме». Первые эскизы для этой работы он выполнил ещё в синагогах Амстердама и Венеции. Никогда прежде подготовительная фаза к картине не давалась ему таким трудом. Наряду с эскизами в интерьере синагоги Либерман прорабатывал каждую из фигур сначала в эскизах обнажённого тела, а затем сводил их вместе одетыми. Сцена была почти погружена в мистический свет, который кажется исходил из маленького Иисуса в центре картины.
Картина вызвала волну возмущения по всей империи. В то время как принц Луитпольд Баварский встал на сторону Либермана, газета «Аугсбургер Альгемайне» писала, что художник «изобразил самого уродливого и самого любопытного еврейского мальчика, которого только можно придумать». Общественность теперь заклеймила Макса Либермана как «осквернителя Господа». Депутат баварского ландтага от консерваторов Даллер призвал лишить еврея Либермана права изображать Иисуса в таком виде. В Берлине придворный проповедник Адольф Штёккер на антисемитских дискуссиях вёл обсуждение картины в оскорбительной манере.

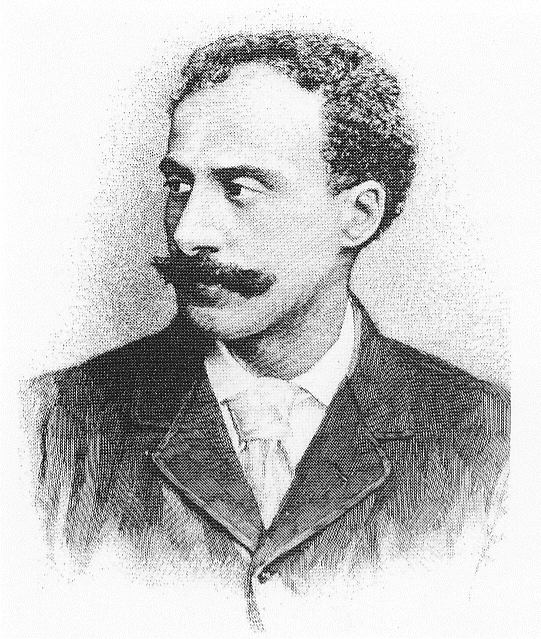
Макс Либерман в 35 лет

В то время как протесты церкви и критиков становились всё более жёсткими, ведущие коллеги-художники, в том числе Фридрих Август фон Каульбах и Вильгельм Лейбль встали на защиту картины Либермана. В творческой биографии Либермана картина стала итогом его раннего периода творчества.
Хотя Либерман уже получил известность, в его творчестве во время пребывания в Голландии в 1879 году наступил застой. Свет на одном из появившихся в то время пейзажей сельской улицы кажется блёклым и ненатуральным. В 1880 году Либерман вновь участвовал в Парижском салоне. Все показанные на выставке картины объединены похожим изображением мирной совместной жизни работающих людей в гармоничном обществе. Своим настроением картины обязаны ставшим ежегодными выездам художника в Нидерланды из подогретого антисемитскими идеями враждебного Мюнхена. Либерман также ездил писать на Дахауские болота в предместье Мюнхена, в Розенхайм и в долину Инна, где был создан его «Бранденбургская пивная в саду».

### Нидерланды

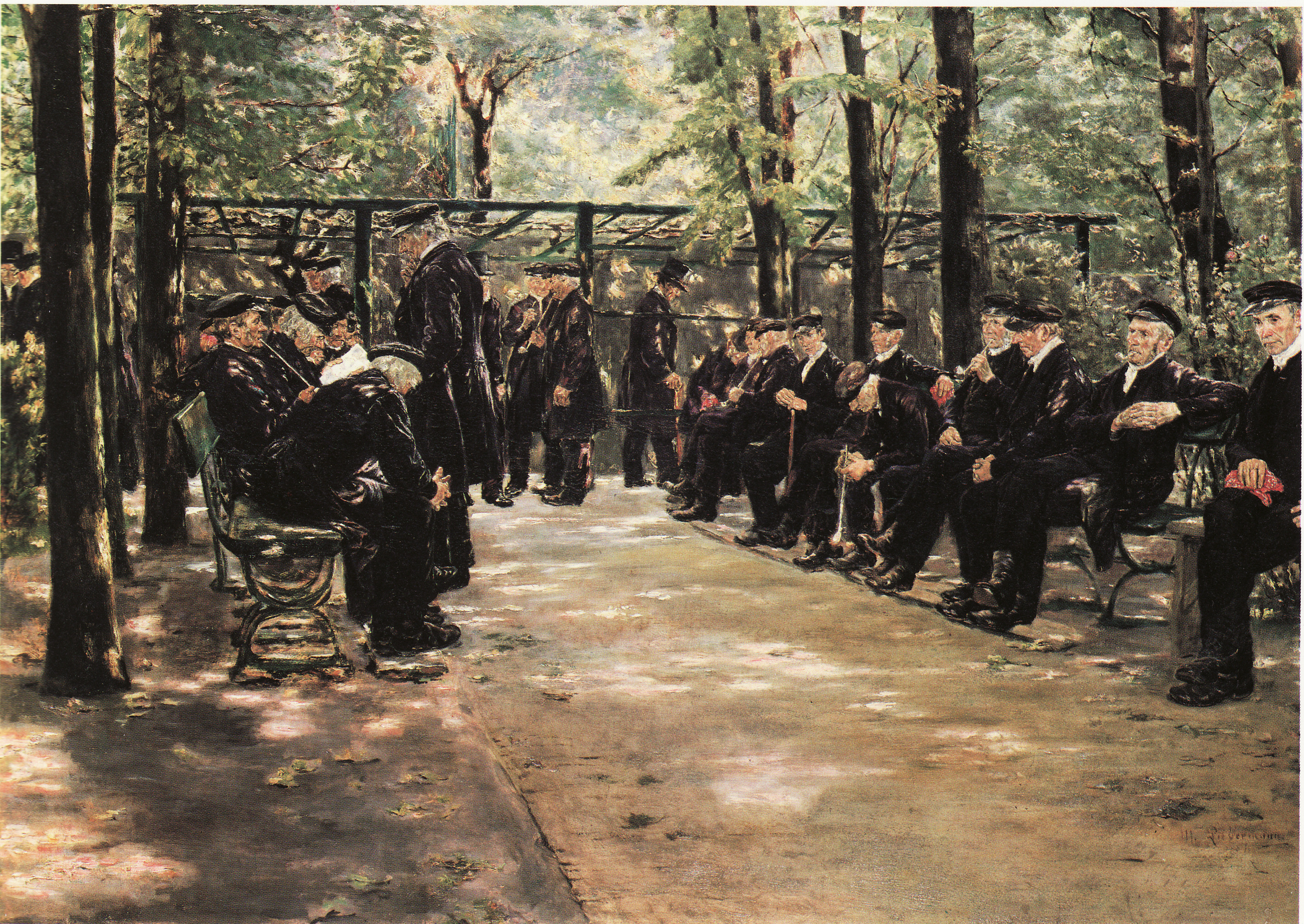
Дом престарелых в Амстердаме. 1880. Впервые Либерман обратился к импрессионистскому люминаризму

Летом 1880 года Либерман побывал в северо-брабантской деревне Донген. Там появились эскизы, использованные им впоследствии при создании картины «Сапожная мастерская». По окончании этой работы, прежде чем вернуться в Мюнхен, Либерман ещё раз заехал в Амстердам, где произошло нечто, «решившее его творческую судьбу». Он бросил взгляд на сад католического дома престарелых, где на скамьях в солнечном свете сидели одетые в чёрное пожилые мужчины. Об этом мгновении Либерман позднее вспоминал: «Это было, как если бы кто-то, идя равнинной дорогой, вдруг наступает на пружину, которая подбрасывает его вверх». Он начал работу над этим сюжетом, впервые при этом использовав для отражения атмосферы световой эффект солнечных лучей, проходящих через кроны деревьев и другие преграды, впоследствии названный «солнечными пятнами Либермана». В этой работе уже видны некоторые элементы более позднего импрессионистского периода творчества Либермана.
На Парижском салоне 1880 года именно за эту картину Либерман был первым из Германии, кто удостоился почётного упоминания. Леон Мэтр, видный коллекционер импрессионизма, приобрёл несколько работ Либермана. Ободрённый долгожданным успехом художник вернулся к своей ранней теме: на основе своих эскизов он создал композицию «Прогулка в амстердамском сиротском приюте».

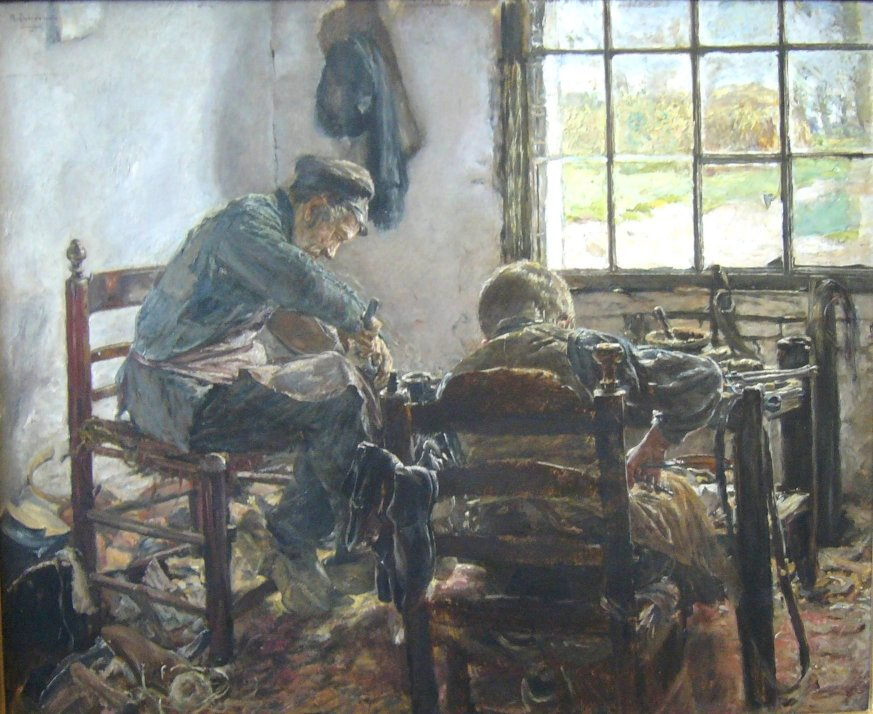
Сапожная мастерская

Осенью Либерман вновь отправился в Донген, чтобы на месте закончить «Мастерскую сапожника». И в этом произведении отчётливо прослеживается приверженность художника световой живописи, однако в то же время Либерман остаётся верным своим ранним изображениям труда, отказываясь от его романтического приукрашивания. «Мастерская художника» и «Прогулка в амстердамском сиротском приюте» были проданы на Парижском салоне в 1882 году. Французская пресса чествовала Макса Либермана, признав в нём импрессиониста. Коллекционер Эрнест Хошеде восторженно писал Эдуару Мане: «Если Вы, дорогой мой Мане, были тем, кто раскрыл тайны пленэра, то Либерман сумел напротив постичь свет в закрытом помещении».
Однако вместо того, чтобы примкнуть к стану импрессионистов, Либерман вернулся к своей любимой световой живописи и в своей работе «Беление холста» вновь обратился к натурализму. Во время работы над этой картиной Либерман безуспешно пытался познакомиться с Винсентом ван Гогом в Звеелоо. Вернувшись из Нидерландов, Макс Либерман получил свой первый заказ от графини Мальтцана на деревенский пейзаж силезского Милича.

### Возвращение в Берлин

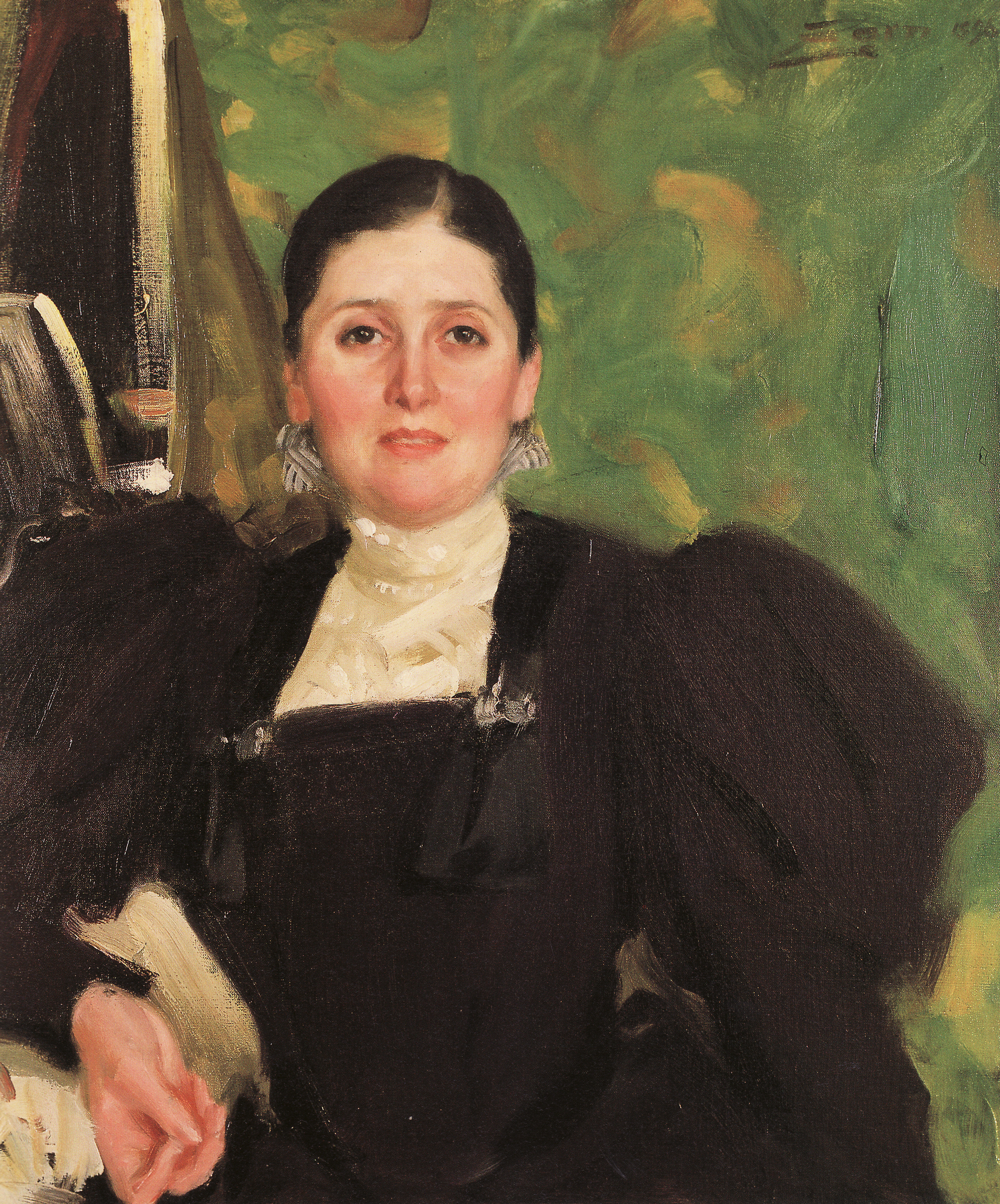
Портрет Марты Либерман работы Андерса Цорна

В 1884 году Либерман решил вернуться в Берлин, хотя он понимал, что в Берлине он неизбежно столкнётся с новыми конфликтами. Он считал, что рано или поздно Берлин займёт своё место среди ведущих центров художественной жизни. Берлин занимал важное место на художественном рынке Европы, а сам Либерман к тому же тяготился устоявшимися художественными традициями Мюнхена.
В мае 1884 года Макс Либерман обручился с сестрой жены своего брата Мартой Марквальд. Бракосочетание состоялось 14 сентября по окончании переезда из Мюнхена в Берлин. Первым домом для семьи Либерманов стала квартира у северной границы Тиргартена по адресу Ин-ден-Цельтен (нем. In den Zelten), 11. В свадебное путешествие молодожёны отправились не в Италию, как было принято тогда, а в голландский Схевенинген через Брауншвейг и Висбаден. Там к ним присоединился Исраэлс, вместе они побывали в Ларене, где Либерман познакомился с художником Антоном Мауве. Следующими пунктами назначения в этой поездке стали Дельден, Харлем и Амстердам. Везде Либерман делал зарисовки и собирал идеи для своих будущих работ.

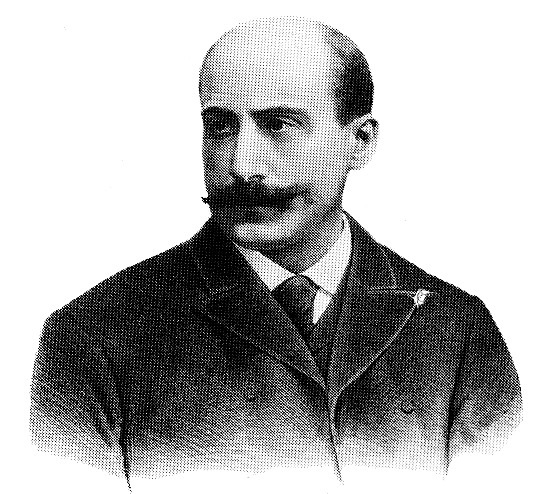
Макс Либерман в 48 лет

По возвращении Либерман был принят в Союз берлинских художников. За Либермана проголосовал его будущий оппонент Антон фон Вернер. В августе 1885 году родилась единственная дочь Либерманов, получившая имя Марианна Генриетта Кете, однако её звали просто Кете. В это время Либерман полностью посвятил себя роли отца и почти не занимался творчеством.
Напротив семьи Либерман жили Карл и Фелиция Бернштейны. У исключительно образованных соседей Макс Либерман увидел картины Эдуара Мане и Эдгара Дега, которые сопровождали его всю оставшуюся жизнь. Впервые он смог почувствовать себя признанным членом берлинского сообщества художников: Макс Клингер, Адольф Менцель, Георг Брандес и Вильгельм фон Боде были также вхожи в этот дом, как и Теодор Моммзен, Эрнст Курциус и Альфред Лихтварк. Последний, являясь директором Гамбургского кунстхалле, сразу увидел в Либермане импрессиониста. Вступление в Религиозное общество Друзей (квакеров) также способствовало признанию Либермана в среде высшей буржуазии.
В 1886 году после восьмилетнего отсутствия Либерман вновь участвует в выставке Берлинской академии художеств. На выставку он заявил свои картины «Прогулка в сиротском приюте», «Дом престарелых в Амстердаме» и «Обеденная молитва». Последняя картина, где во впечатляюще тёмной обстановке изображена нидерландская крестьянская семья за молитвой, появилась по совету Израэльса во время свадебного путешествия. Влиятельный Людвиг Пич назвал Либермана большим талантом и выдающимся представителем модерна.

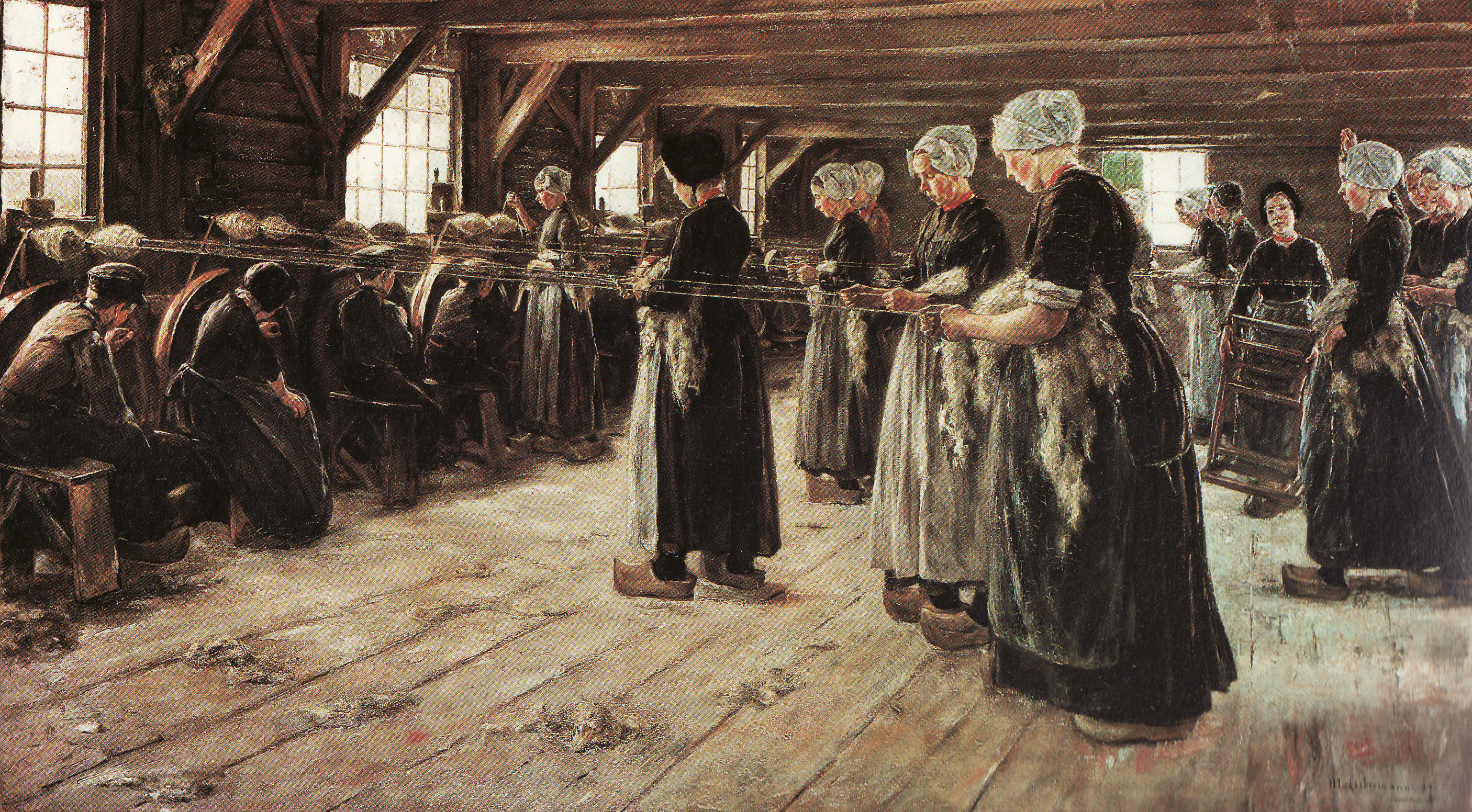
Трепальщицы льна в Ларене. Сюжет коллективного труда постоянно присутствовал в творчестве Макса Либермана

Летом 1886 года Марта Либерман вместе с дочерью отправилась на лечение в Бад-Хомбург, что дало Либерману возможность выполнить эскизы в Голландии. Он вернулся в Ларен, где в одной из деревенских изб из льна-сырца получали льняные волокна. На понравившийся ему сюжет о коллективном труде Либерман выполнил эскизы и первый вариант маслом. В своём ателье в Берлине он скомпоновал эскизы в картину большого формата, над которой работал до весны 1887 года Изображение совместного труда вскрывало в будничном «героическое терпение».
В мае 1887 года картина была представлена на Парижском салоне, где была принята со сдержанными аплодисментами. Адольф Менцель напротив удостоил картину похвалы и назвал Либермана единственным художником, «рисующим людей, а не моделей».

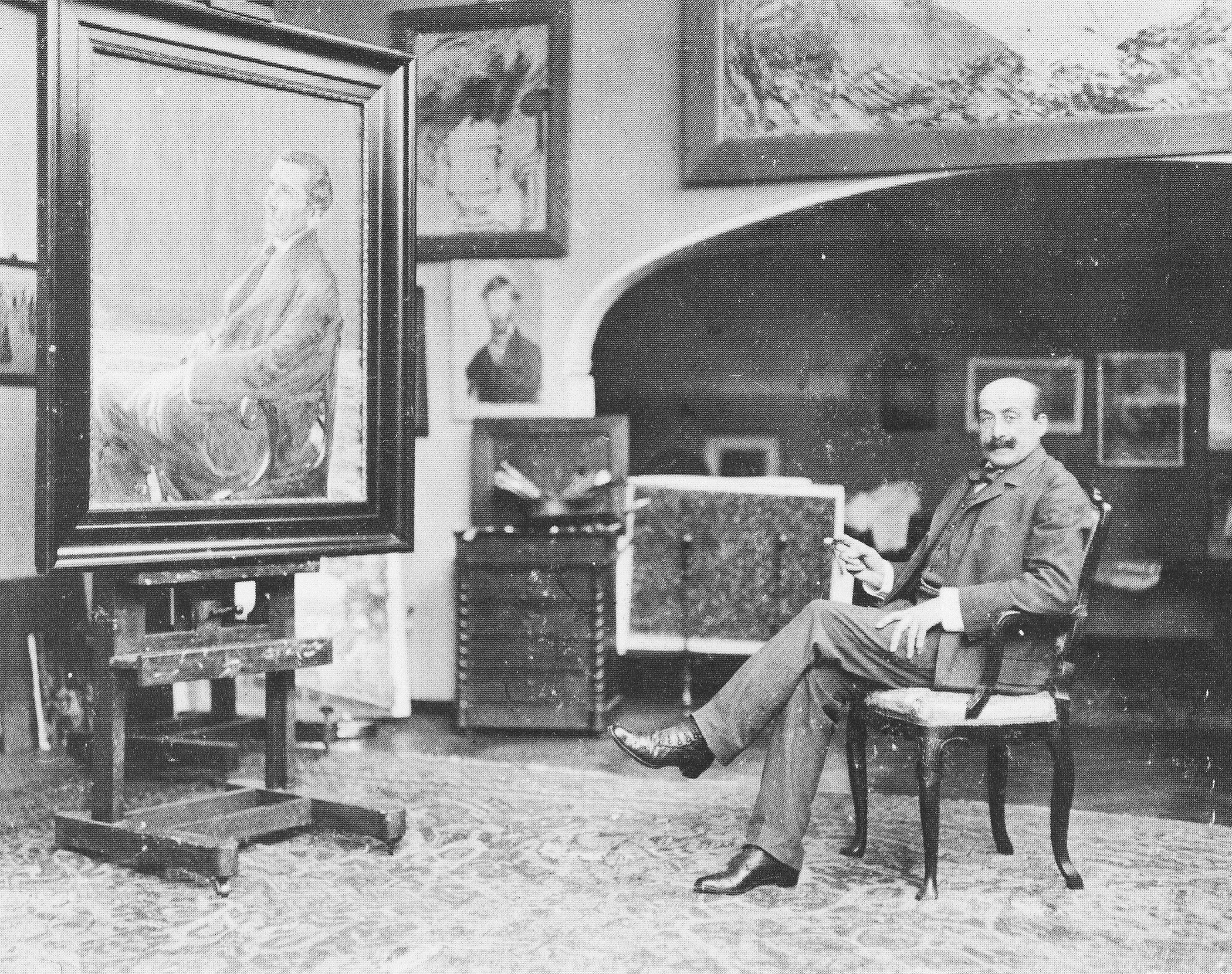
Макс Либерман в своей мастерской

В это время художественный критик Эмиль Хайльбут издал «Исследование натурализма и Макса Либермана», в котором он назвал художника «самым смелым предвестником нового искусства в Германии». В марте 1888 года умер Вильгельм I, и на трон взошёл Фридрих III. С ним связывались надежды Пруссии на переход к парламентской монархии, которым не суждено было сбыться, поскольку кайзер умер через 99 дней. Макс Либерман провёл весну «года трёх кайзеров» в Бад-Кёзене. Ошеломлённый смертью Фридриха III художник написал картину на придуманный сюжет «Торжество в память о кайзере Фридрихе III в Бад-Кёзене». Несмотря на свои левые политические взгляды, Макс Либерман чувствовал свою связь с монархией Гогенцоллернов. Он хотел быть вольнодумцем, но не мог избавиться от прусских традиций.
В 1889 году в честь столетнего юбилея Великой Французской революции в Париже проходила Всемирная выставка. Монархи России, Великобритании и Австро-Венгрии отказались принять участие в празднованиях, посвящённых революции. Известие о том, что немцы Готхардт Кюль, Карл Кёппинг и Макс Либерман были приглашены в жюри, произвело в Берлине фурор. Либерман заручился на это разрешением от прусского министра по делам религиозных культов Густава фон Госслера. В это же время газета «Ля Франс» развязала кампанию против участия Пруссии в выставке в целом.
Либерман составил план, согласно которому немецкую живопись должны представить художники первого ряда Менцель, Лейбль, Трюбнер и фон Уде. Немецкая пресса упрекала его в служении революционной идеи. Вновь старый Адольф Менцель вступился за Либермана, и первая презентация неофициального немецкого искусства состоялась на французской земле. Благодаря Всемирной выставке Либерман окончательно стал публичным лицом. В Париже его наградили почётной медалью и приняли в Общество изящных искусств (фр. Société des Beaux-Arts). От посвящения в рыцари Почётного легиона Макс Либерман отказался по рекомендации прусского правительства.
В 1889 году Либерман отправился в голландский Катвийк, где написал «Женщину с козой», свою прощальную работу на социальную тематику. Добившись значительных успехов, Либерман обратился к живописи о более лёгкой жизни. В 1890 году Либерман получил несколько заказов из Гамбурга, которыми он был обязан Альфреду Лихтварку. Помимо пастели «Церковная аллея в гамбургском Санкт-Георге» ему впервые был заказан портрет. Бургомистр Карл Фридрих Петерзен оказался страшно недоволен своим портретом, выполненным Либерманом в манере Франса Халса: ему не понравился натурализм изображения вкупе с кажущейся небрежностью исторического служебного одеяния. Неудачным показался портрет бургомистра и Лихтварку. Больший успех ожидал Либермана с его картиной «Женщина с козой», за которую весной 1891 года он получил Большую золотую медаль выставки «Нового Мюнхенского художественного объединения».

### Либерман во главе Берлинского сецессиона

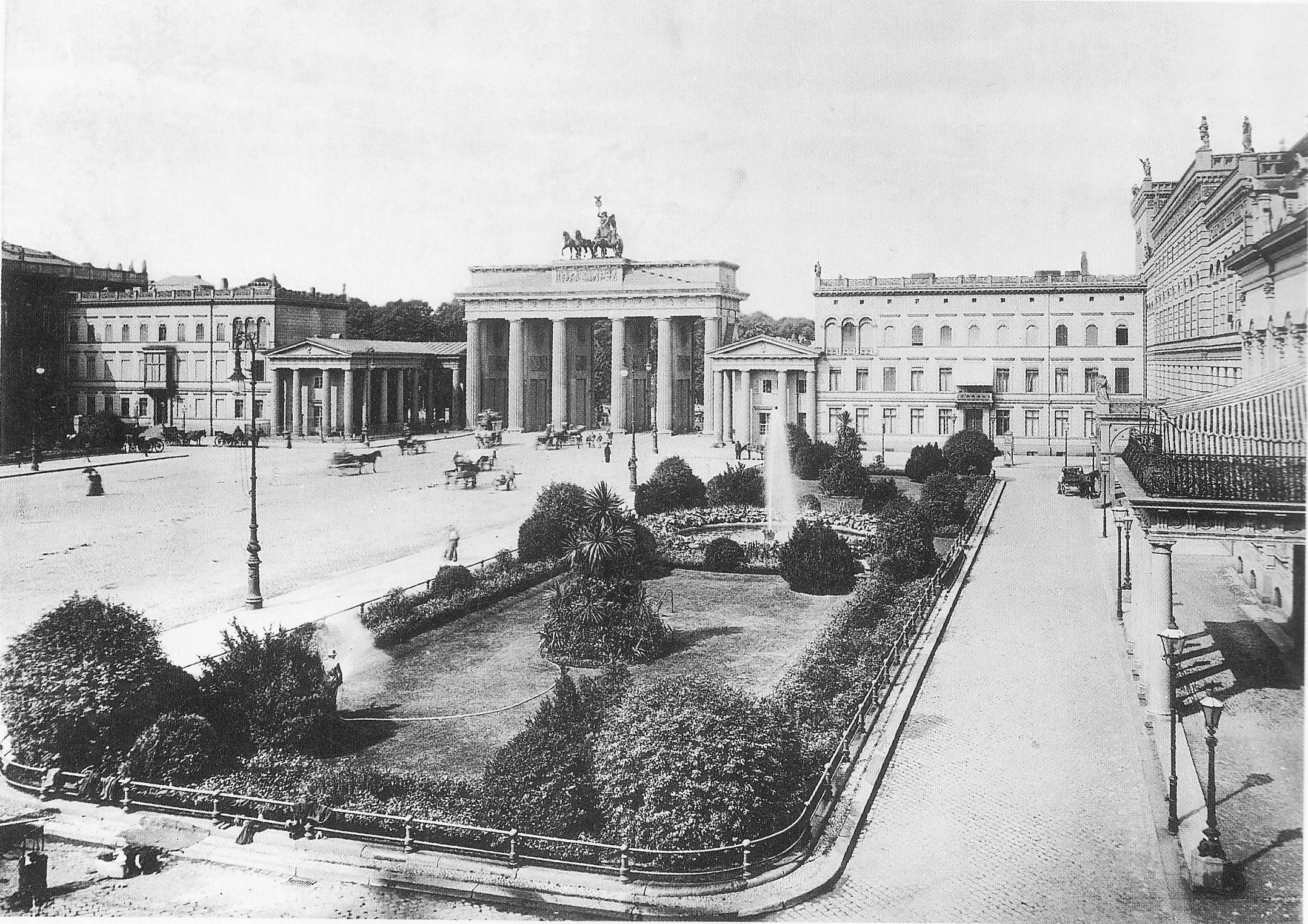
Дворец Либерманов на Парижской площади справа от Бранденбургских ворот

5 февраля 1892 года в Берлине было образовано «Объединение XI», в которое вошли одиннадцать независимых художников. Позднее на его основе возник Берлинский сецессион, возглавивший оппозицию консервативной школе академической живописи. По мнению Ловиса Коринта уже вскоре после основания Либерман стал «тайным лидером одиннадцати анархистов». При Вильгельме II началось обострение реакционных тенденций в культурной политике империи. Реакция художественной критики столицы на появление нового оппозиционного «официальному направлению» художественного движения была неоднозначной. Большинство критиковало в частности Либермана за дерзкую манеру письма, но никто не оспаривал его место на вершине художественного олимпа Берлина.

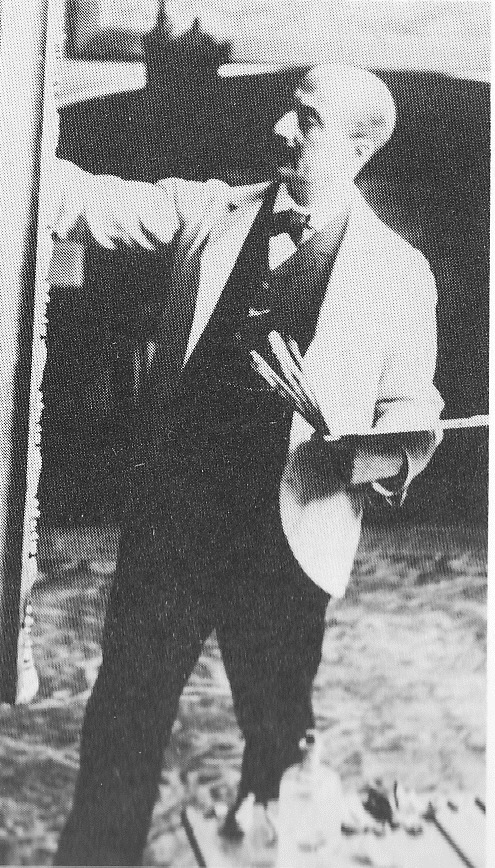
Макс Либерман у мольберта

За несколько месяцев до смерти матери, в сентябре 1892 года, когда её здоровье пошатнулось, Макс Либерман переехал с семьёй в родительский особняк на Парижской площади. Он дисциплинированно соблюдал распорядок дня: в 10 часов утра он выходил из дома и направлялся в свою мастерскую на улице Августы-Виктории (нем. Auguste-Viktoria-Straße), где работал в уединении до 18 часов. «В моих жизненных привычках я стал настоящим буржуа; я ем, пью, сплю, хожу гулять и работаю с регулярностью башенных часов».
5 ноября 1892 года Союз берлинских художников организовал выставку 55 картин норвежского художника Эдварда Мунка. Критика в возмущении назвала его творчество «эксцессом натурализма». Иск, поданный в экстренном порядке в камеральный суд, был отклонён, вторая попытка привела к созыву общего собрания Союза берлинских художников, которое 120 голосами против 105 приняло решение о закрытии выставки Мунка. Тем самым между консервативно-реакционной школой с Антоном фон Вернером во главе и либерально-модернистской школой, ведомой Максом Либерманом, произошёл окончательный разрыв. Под руководством Либермана 60 протестующих членов Союза объединились в «Свободное объединение художников».
В 1893 году Либерман побывал в Розенхайме, где встретился с Иоганном Шперлем и Вильгельмом Лейблем. На выставке в Вене в следующем году «Женщина с козой» получила большую золотую медаль. Через два года после смерти матери Либермана в 1894 году умер его отец Луис Либерман. Незадолго до этого у Макса Либермана проснулись поздние чувства к отцу, перед которыми отступили старые разногласия между отцом и сыном. После примирения прощание с отцом далось Либерману особенно тяжело. Поглощённый этими переживаниями, он углубился в работу над своими выразительными картинами.

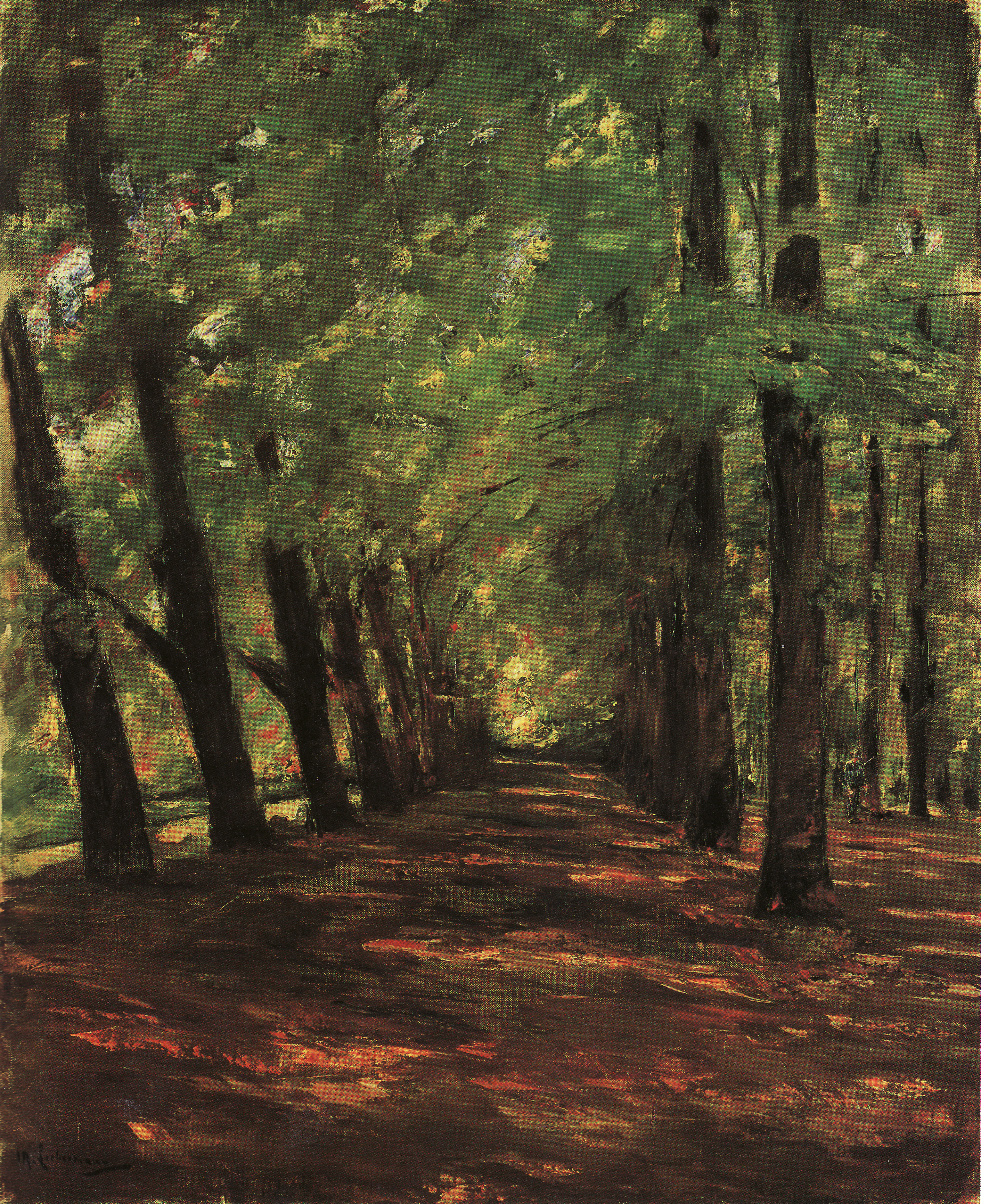
Аллея в Овервеене. 1895. К середине 1890 года Либерман находит свой индивидуальный стиль в импрессионизме

После смерти отца Макс стал одним из наследников миллионного состояния. В его собственность перешёл особняк на Парижской площади. Теперь он получил возможность переоборудовать и без того роскошные апартаменты на свой вкус. Он поручил архитектору Гансу Гризебаху строительство винтовой лестницы к своей будущей мастерской под крышей. Ссылаясь на договор купли-продажи здания, запрещающий крупные изменения строительного фонда, управление полиции заявило на это протест, поэтому Либерман решил оставить себе свою мастерскую на улице Августы-Виктории. Картины этого периода носят импрессионистский характер, как, например, «Аллея в Овервеене». Как и прежде, своё вдохновение Либерман черпал в своих поездках в Нидерланды.
Впервые Либерман обратился к портрету. В 1895 году он написал портрет пастелью своего друга Герхарта Хауптмана, за который он был награждён первой премией в Венеции. Либерман вновь вернулся к сюжету о купающихся мальчиках, привлекавшему его сложностью художественного решения движущихся тел в естественном освещении. Отказавшись от консервативной картины с классической композицией движения, Либерман добился большей свободы в изображении пляжного отдыха. Однако в импрессионистском ключе этот сюжет появился позднее.

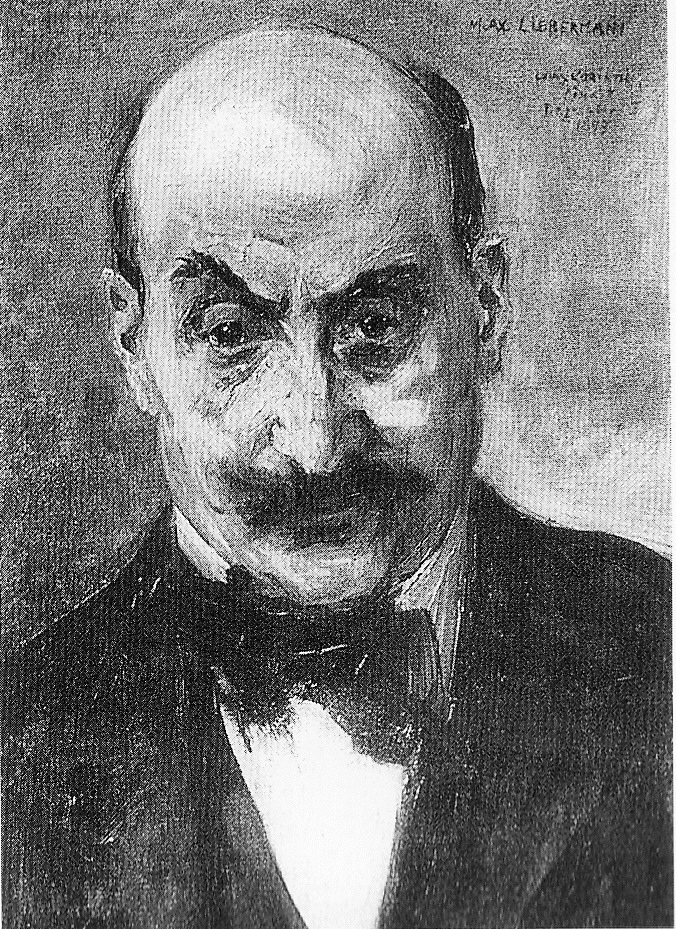
Портрет Макса Либермана работы Ловиса Коринта

В 1896 году Гуго фон Чуди был назначен директором Старой национальной галереи.
Когда Чуди отправился за новыми приобретениями для галереи в Париж, Макс Либерман сопровождал его в качестве консультанта и в частности отговорил директора от покупки «Зимнего сада» Мане, поскольку в Берлине того времени даже из-за натуралистической картины мог разразиться скандал. Благодаря Чуди Либерман познакомился в Париже с Эдгаром Дега. В этот приезд в Париж с согласия прусского правительства Либерман был посвящён в рыцари Почётного легиона. Либерман также съездил на десять дней в Оксфорд, где его брату Феликсу Либерману было присвоено звание почётного доктора Оксфордского университета. В Лондоне Либерман встретился с американским художником Джеймсом Мак-Нейлом Уистлером, чьи офорты в манере старых мастеров произвели на Либермана большое впечатление. Благодаря вмешательству прусского министра общественных работ Карла фон Тилена полицейское управление Берлина дало наконец разрешение на устройство мастерской на чердаке дворца Либермана.

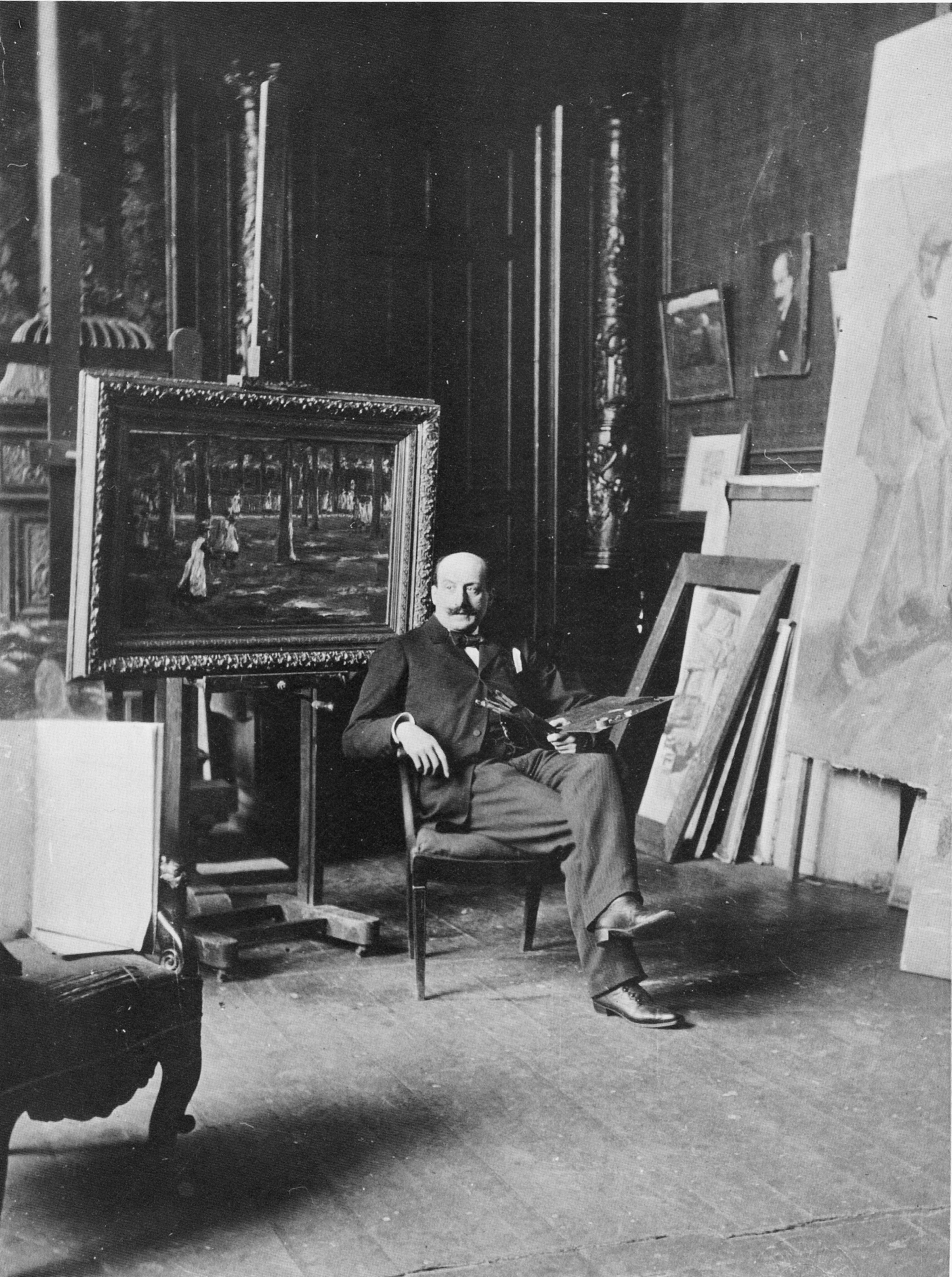
Макс Либерман в своей мастерской на Августе-Виктория-Штрассе перед картиной «Дорога в школу в Ларене». 1898

В честь 50-летия Либермана в 1897 году Академия художеств выделила под выставку работ Либермана целый зал, в котором вниманию публики было представлено 30 картин, 9 рисунков, 3 литографии и 19 офортов художника. После неудавшегося празднования своего 200-летия в 1892 году, Берлинская академия художеств стала постепенно внимать современным веяниям в искусстве. Одним из свидетельств тому стало вручение Максу Либерману большой золотой медали. Либерман получил звание профессора академии и в 1898 году был принят в её состав. Этот время стало вершиной художественной карьеры художника.
В 1898 году берлинскому художнику Вальтеру Лейстикову было отказано в участии его картины в Большой берлинской художественной выставке. Жюри выставки возглавлял Антон фон Вернер. Лейстиков призвал независимых художников объединиться. Президентом объединения современных свободных художников был избран Макс Либерман. В правление помимо президента и Лейстикова вошли художник Отто Х. Энгель, Людвиг Детман, Оскар Френцель, Курт Херрман и Фриц Климш. Либерман возглавил новое художественное объединение в ответ на настоятельную просьбу своих коллег. Известность Либермана обеспечила Берлинскому сецессиону общественный интерес. На должность секретарей Либерман назначил галеристов Бруно и Пауля Кассиреров.

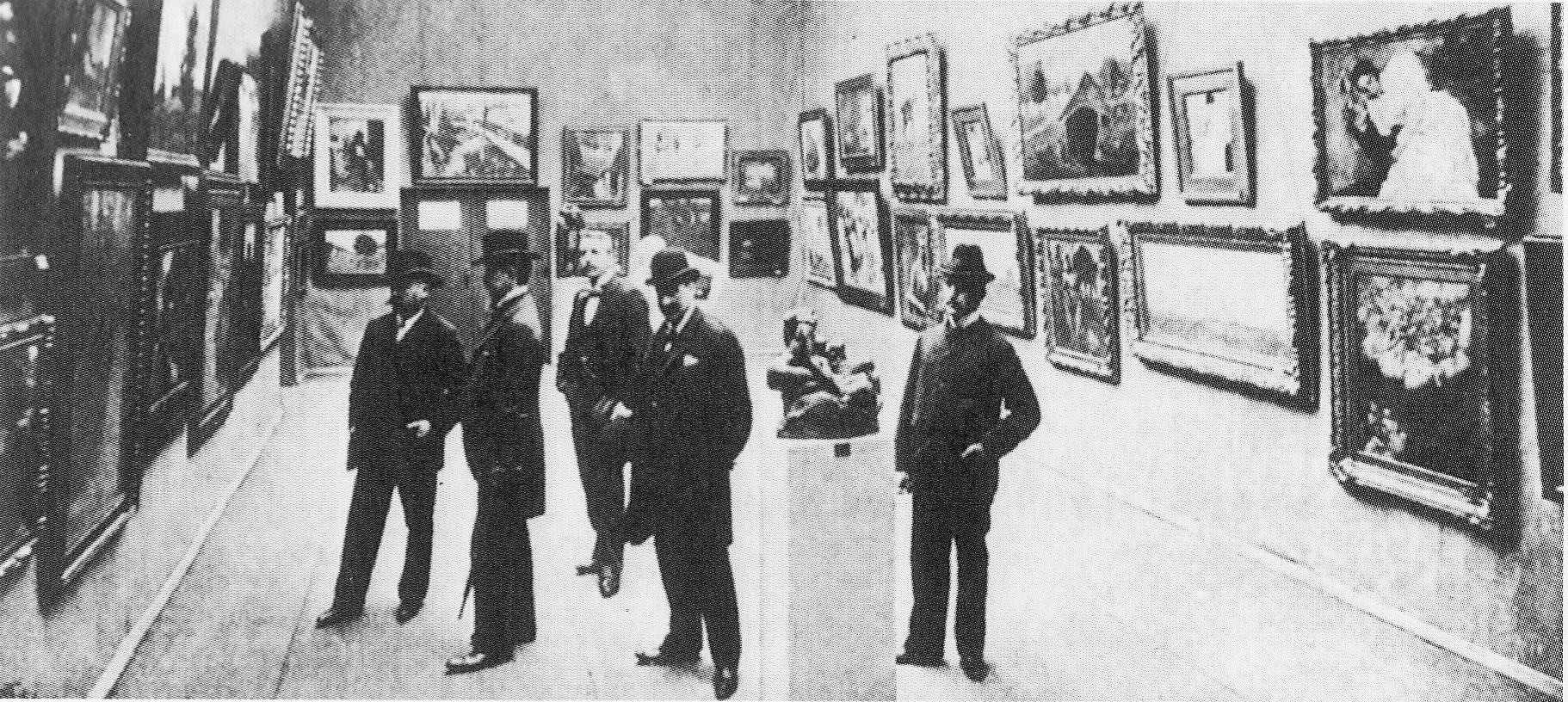
Правление Берлинского сецессиона на второй выставке Сецессиона 1900 года. Макс Либерман — второй справа

Для участия в первой выставке Сецессиона в мае 1899 года Либерман пригласил художников, участвовавших в аналогичных объединениях-сецессионах в Мюнхене, Дармштадте и Штутгарте. В выставке также приняли участие художники из Ворпсведе, Арнольд Бёклин, Ганс Тома, Макс Слефогт и Ловис Коринт. Среди жителей города разгорелись жаркие дискуссии вокруг Берлинского сецессиона, привлёкшие внимание общественности к изобразительному искусству. Неожиданно громкий успех выставки, которую посетило более 1800 человек, и высокие результаты от продажи картин были перекрыты в 1900 году. Под руководством Либермана берлинские выставки стали культурным событием европейского масштаба.
Появление в Берлине в 1901 году Коринта и Слефогта значительно изменило роль Берлина на художественной сцене. Роль культурной столицы перешла от Мюнхена к Берлину. Директор берлинской академии художеств Антон фон Вернер всячески пытался тормозить развитие современных художественных направлений.

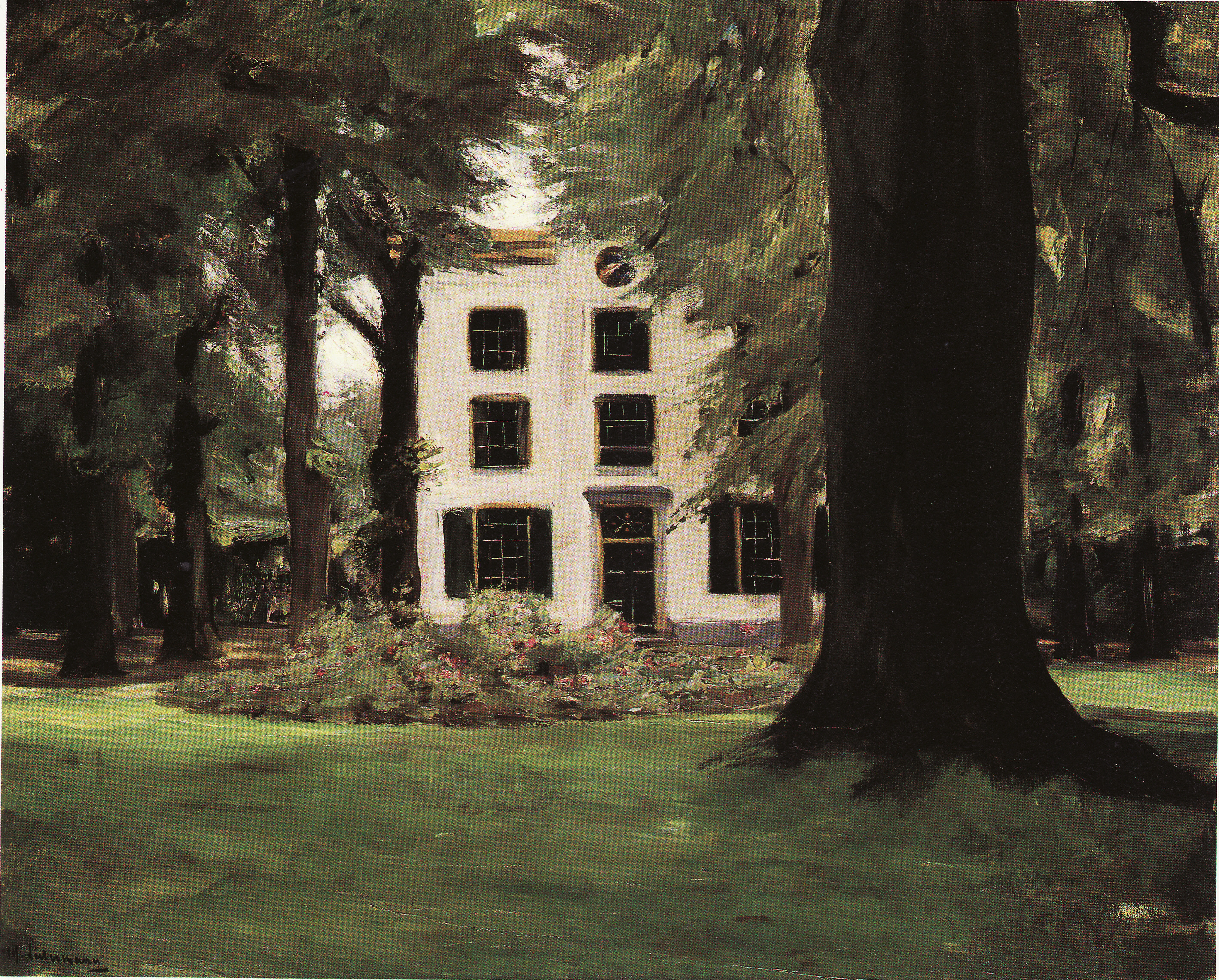
Деревенский дом в Хилверсюме. 1901. Либерман нашёл чисто импрессионистский сюжет — изображение сада

Лето 1899 года Либерман провёл в Зандвоорте и Схевенингене. Там он продолжил работу над картинами с купающимися мальчиками, перейдя к чисто импрессионистскому изображению элегантного пляжного отдыха. Мотив спартанского образа жизни в голландской деревне отошёл на второй план. Либерман искал новые сюжеты, которые могли бы стать основой для светлого импрессионизма. Поэтому помимо изображения изысканного отдыха на пляже со схематичными образами всадников и дам, Либерман обратился к игре света в пышных садах. По образцу «Дома в Руэле» Эдуара Мане он пишет картину «Дом в Хилверсюме», благодаря игре света и тени излучающую спокойствие и гармонию.

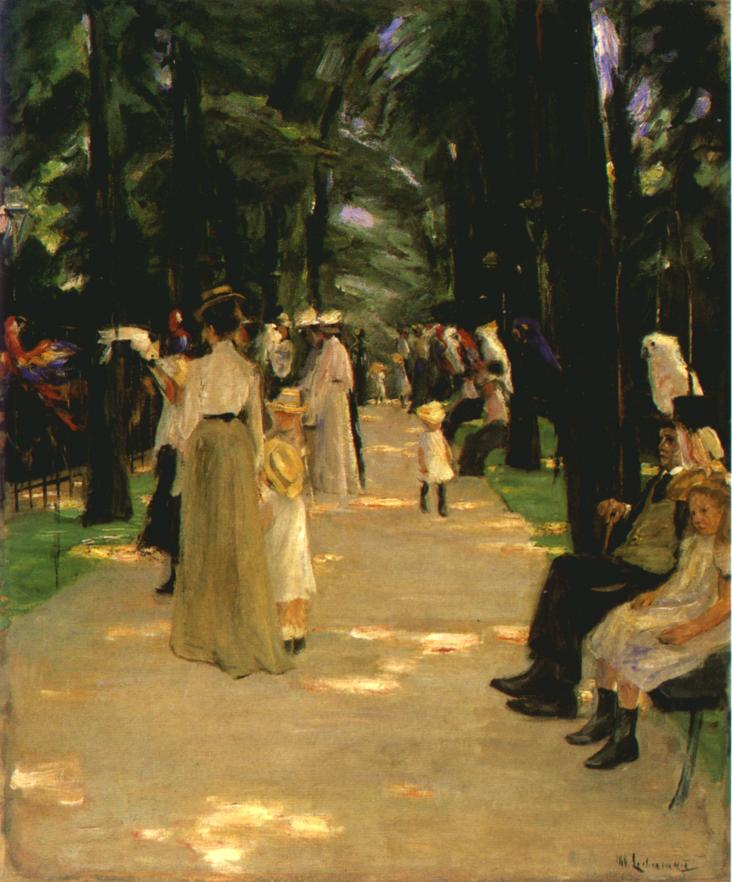
Аллея попугаев. 1902

В 1902 году Либерман вновь побывал в Гамбурге, где по заказу Альфреда Лихтварка написал «Игру в поло в Йенском парке» и «Террасу ресторана „Якоб“ в Нинштедтене на Эльбе». Летом 1902 года Либерман побывал в амстердамском зоопарке, послужившим сюжетом для его нескольких картин об аллее попугаев. В 1903 году вышла в свет первая публикация Либермана в качестве профессора Академии художеств, озаглавленная «Фантазия в живописи», в которой он категорически отвергал произведения искусства, не отражающие восприятие действительности. В живописи сюжет не имеет принципиального значения, важным является адекватное художественным средствам восприятие природы. Тем самым он решительно отверг зарождавшееся абстрактное искусство и в частности экспрессионизм. Эссе Либермана не являлось памфлетом, а было лишь личным выступлением в защиту натурализма и импрессионизма. Поэтому постепенно у авангарда экспрессионизма старый образ врага в лице реакционного академического руководства вскоре стал приобретать черты импрессионистского руководства Сецессиона.

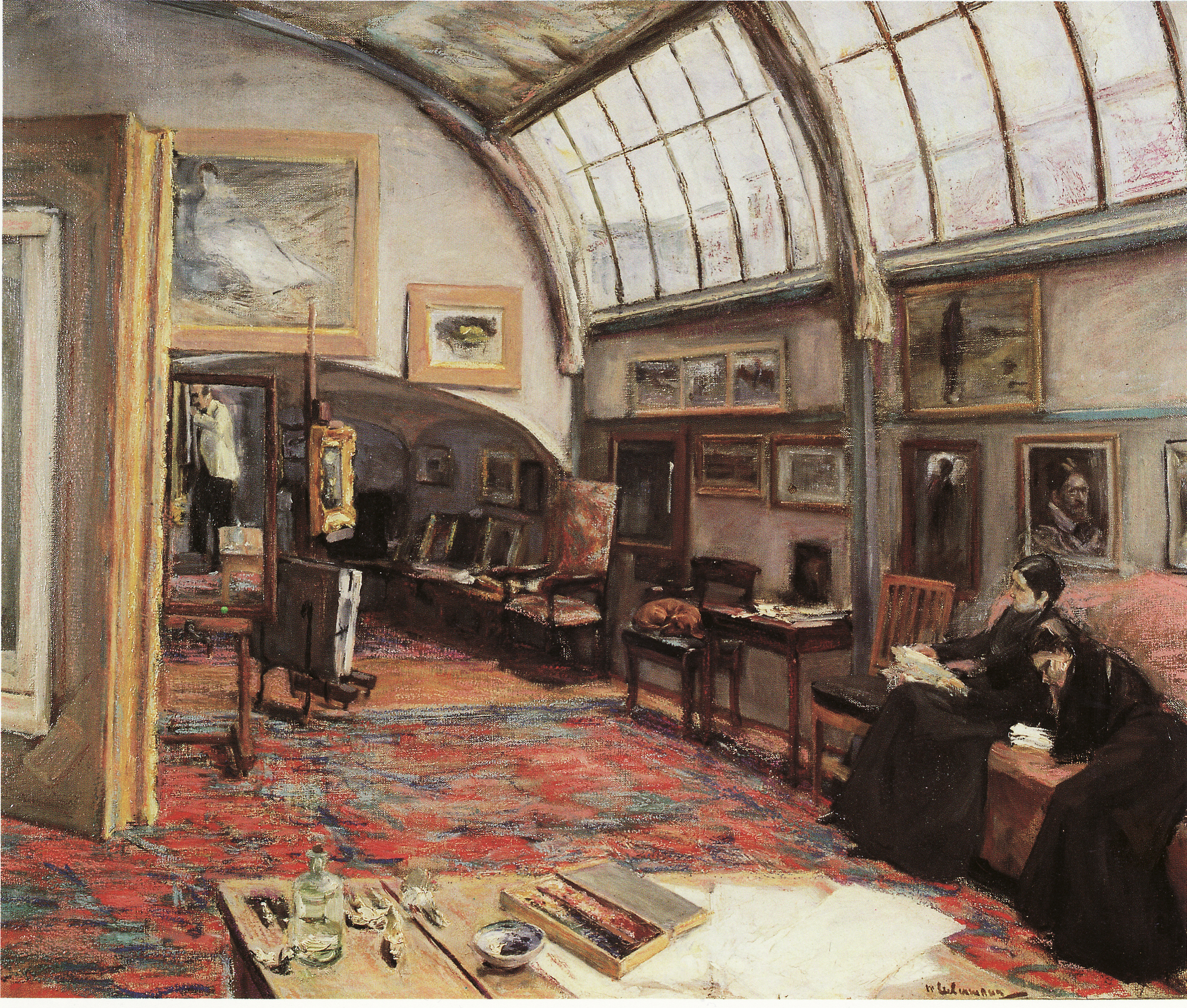
Мастерская художника. В чердачной мастерской во дворце Либермана царила элегантно-непринуждённая атмосфера

В 1905 году Берлинский сецессион переехал с Кантштрассе в большой выставочный зал на Курфюрстендамм. В это время Либерман сблизился с Вильгельмом фон Боде, директором Национальной галереи. После смерти Адольфа Менцеля Либерман становится самым известным представителем берлинского искусства.
В 1907 году Берлинский сецессион организовал большую выставку, посвящённую юбилею своего президента, которая увенчалась большим успехом. Свой 60-й день рождения Либерман провел в Нордвейке, скрываясь от глаз восхищённой публики. С 1900 года Либерман всё больше посвящает себя графике и карандашным рисункам. В 1908 году на «Чёрно-белой выставке» Сецессиона было представлено 59 офортов Либермана.

### Кризис Сецессиона

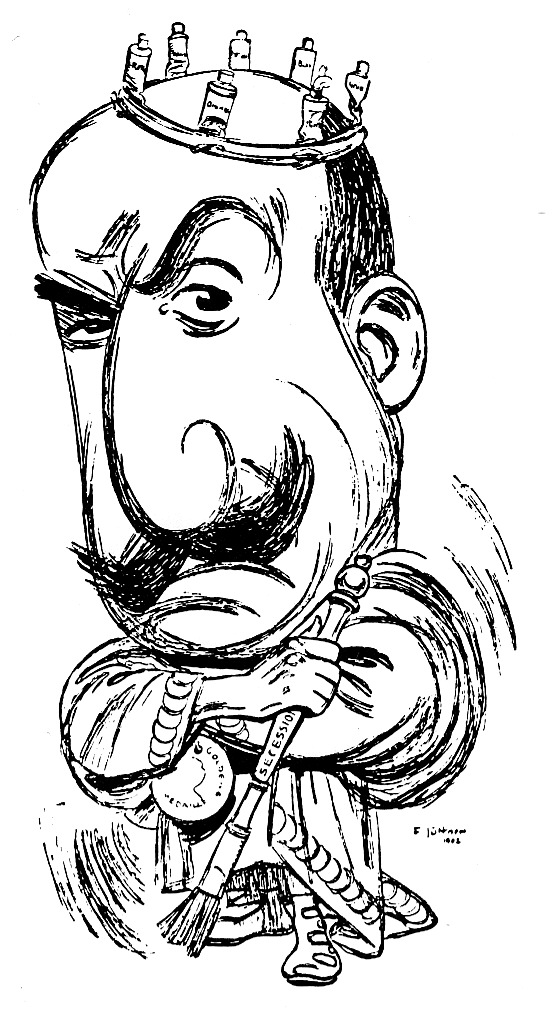
Макс Либерман — деспот Берлинского сецессиона. Карикатура

В 1909 году умер Вальтер Лейстиков, один из учредителей и столпов Берлинского сецессиона. Весной 1909 года ухудшилось состояние здоровья самого Либермана, и он отправился на лечение в Карловы Вары. Именно в это время разгорелся конфликт поколений между импрессионистами и экспрессионистами, долгое время тлевший втуне: в 1910 году правление Сецессиона во главе с Либерманом отвергло 27 экспрессионистских картин; президент возвёл свою оценку экспрессионизма в закон, превратившись из бунтаря, боровшегося с академизмом в выразителя консервативных взглядов. С этого времени начался распад сецессионистского движения. Возглавивший оппозицию молодой Эмиль Нольде писал: «Дела у старого умного Либермана идут как у некоторых умных людей до него: он не знает своих границ; его творчество […] распадается и разваливается; он ищет спасения, нервничая и переходя на пустые фразы. […] Вследствие этого сытое по горло всё новое поколение уже не может и не хочет видеть его работы, понимая, насколько всё это намеренно, слабо и пошло. […] Он сам ускоряет неизбежное, мы, молодые, можем смотреть на это хладнокровно.»
Нольде обвинил Либермана в принципиальной враждебности к прогрессу и диктатуре власти внутри Сецессиона. Как минимум первое обвинение соответствовало реальности не полностью: работы Пабло Пикассо, Анри Матисса, Жоржа Брака и фовистов впервые были представлены на выставке в 1910 году. Правление Сецессиона встало на защиту своего президента и назвало действия Нольде «вопиющим лицемерием». Было созвано общее собрание, большинством в 40 голосов из 42 проголосовавшее за исключение Нольде из своих рядов. Либерман не голосовал за исключение и в одной из защитных речей сказал: «Я целиком против исключения автора, даже несмотря на опасность того, что подобные мотивы могут привести к такого рода так называемой оппозиции молодых».
Несмотря на то, что из этой дискуссии Либерман вышел победителем, Нольде добился своей цели: устои Сецессиона были сотрясены. Своими попытками реабилитировать Нольде он хотел показать свою толерантность, однако раскол в рядах Сецессиона было уже не остановить. Нольде основал Новый сецессион, в который вошли художники из группы «Мост» и «Нового Мюнхенского художественного объединения». Весной 1911 года Либерман сбежал в Рим от кризиса Сецессиона. Смерть его друга Йозефа Израэльса также пришлась на это время. Критика его стиля руководства становилась всё громче и уже зазвучала из собственных рядов: 16 ноября 1911 года Либерман ушёл в отставку с поста президента Берлинского сецессиона. Макс Бекман, Макс Слефогт и Август Гауль также подали в отставку. Общее собрание избрало Либермана почётным президентом и передало бразды правления организацией Ловису Коринту. Это решение предопределило конец Сецессиона и закат немецкого импрессионизма.

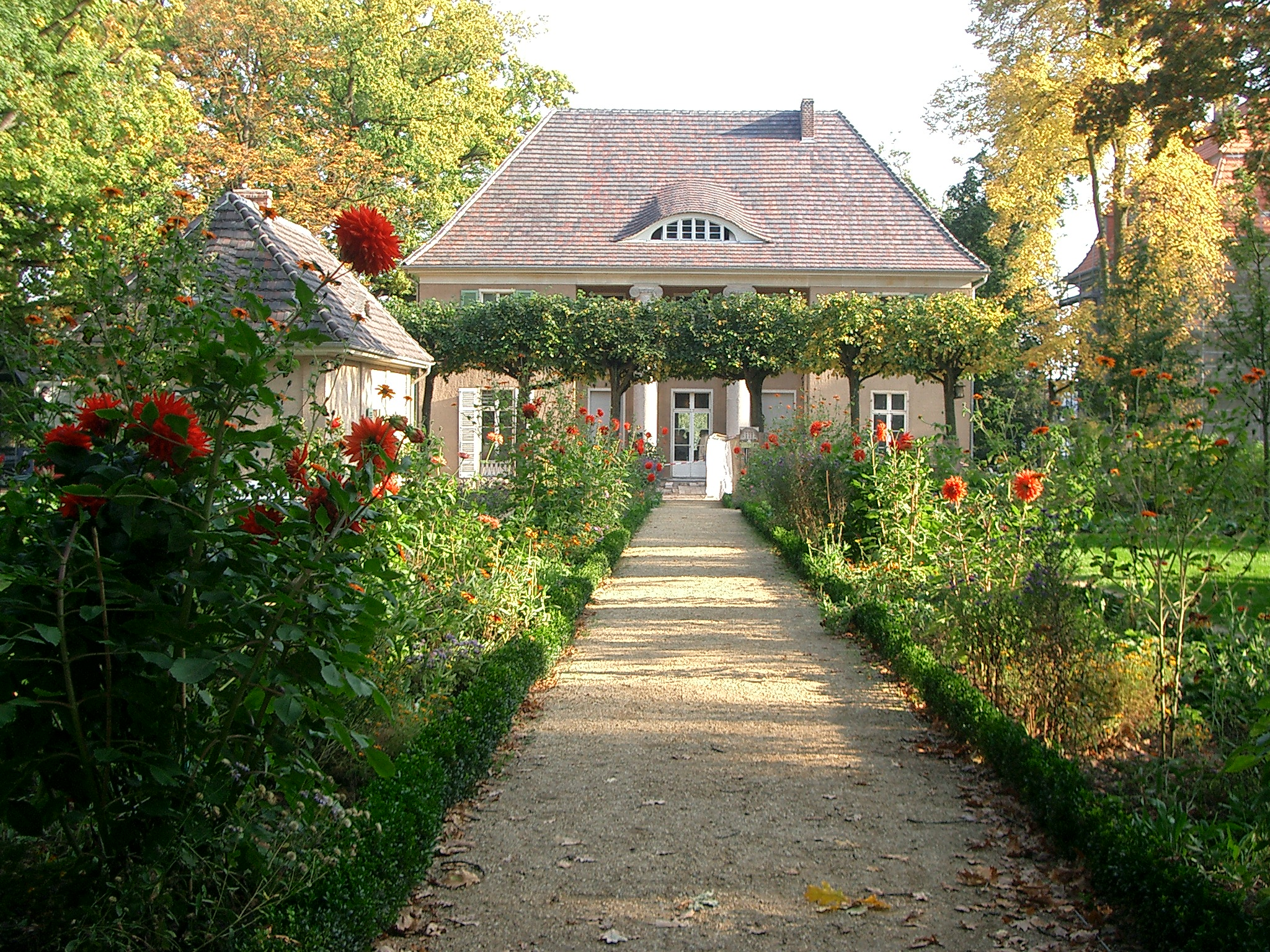
Вилла Либермана на Ванзе

Ещё в 1909 году Либерман приобрёл земельный участок на берегу озера Ванзе, где по образцу патрицианских вилл в Гамбурге архитектором Паулем Отто Августом Баумгартеном был построен загородный дом. Свою виллу, где он впервые поселился в 1910 году, Либерман называл «дворцом на озере». Либерман любил это место, где особую радость доставлял ему большой сад, созданный по совместному проекту Либермана и Альфреда Лихтварка и запечатлённый во многих поздних работах художника.
Первая ежегодная выставка Сецессиона без Либермана под председательством Коринта в 1912 году успехом не увенчалась. Лето этого года Либерман провёл вновь в Нордвийке. В Гааге королева Вильгельмина вручила Максу Либерману придворный орден Оранских. Берлинский университет имени Гумбольдта присвоил художнику звание почётного доктора, и наконец-то Либерман получил так давно ожидаемое приглашение в сенат Академии художеств. Высшие художественные школы в Вене, Брюсселе, Милане и Стокгольме приняли Макса Либермана в свои члены. Свои портреты Либерману заказывали высокопоставленные и знаменитые берлинцы.
В начале 1913 года председатель Коринт вместе с полным составом правления Сецессиона ушёл в отставку, председателем был избран Пауль Кассирер. Почётный президент пытался предотвратить назначение на этот пост лица, не являющегося художником, но не хотел вновь закрывать собой брешь. Кассирер отстранил от участия в ежегодной выставке 1913 года тех членов Сецессиона, которые на общем собрании проголосовали против его кандидатуры. На их сторону неожиданно встал Ловис Коринт. Либерман и другие учредители Сецессиона вышли из объединения в ходе этого повторного кризиса. В феврале 1914 года был основан Свободный сецессион, продолживший традиции первоначального Сецессиона. Символичная вражда между обломками старого Сецессиона и Свободного сецессиона продолжилась между Либерманом и Коринтом. До самой своей смерти Коринт пытался выступить против Либермана и в своей автобиографии очень нелестно отозвался о своём коллеге, который, покинув художественную сцену, посвятил себя своему саду на Ванзее.

### Военное время
Спустя три недели с начала Первой мировой войны 67-летний Либерман написал: «Я как можно спокойнее работаю дальше, считая, что этим лучше всего послужу общему делу». Несмотря на такого рода высказывания Либерман проникся духом патриотизма. Он посвятил себя художественной пропаганде войны и создавал рисунки для еженедельных художественных листовок, издававшихся Паулем Кассирером. На время художник-еврей перестал чувствовать себя аутсайдером. После речи кайзера «К моим дорогим евреям» Либерман считал себя обязанным оказывать содействие в войне. Бывший борец Сецессиона теперь полностью стал на сторону кайзера. Он поддерживал политику классового мира, выдвинутую рейхсканцлером Теобальдом фон Бетманом-Гольвегом, пытавшимся преодолеть противоречия внутри германского общества. В 1917 году Макс Либерман написал литографический портрет рейхсканцлера Бетмана-Гольвега, придерживавшегося более либеральных взглядов, чем его предшественник.
Осенью 1914 года Макс Либерман оказался среди девяносто трёх человек, преимущественно профессоров, писателей и художников, подписавшихся под воззванием «К культурному миру!», отрицавшим военные преступления Германии. После войны он самокритично выразился об этом: «В начале войны сначала долго не раздумывали. Люди испытывали солидарность со своей страной. Я, конечно, знаю, что у социалистов другое мнение. […] Я никогда не был социалистом, и в моём возрасте уже ими не становятся. Всё моё воспитание я получил здесь, вся моя жизнь прошла в этом доме, где жили мои родители. И в моём сердце моя родина Германия тоже является неприкосновенным и бессмертным понятием».

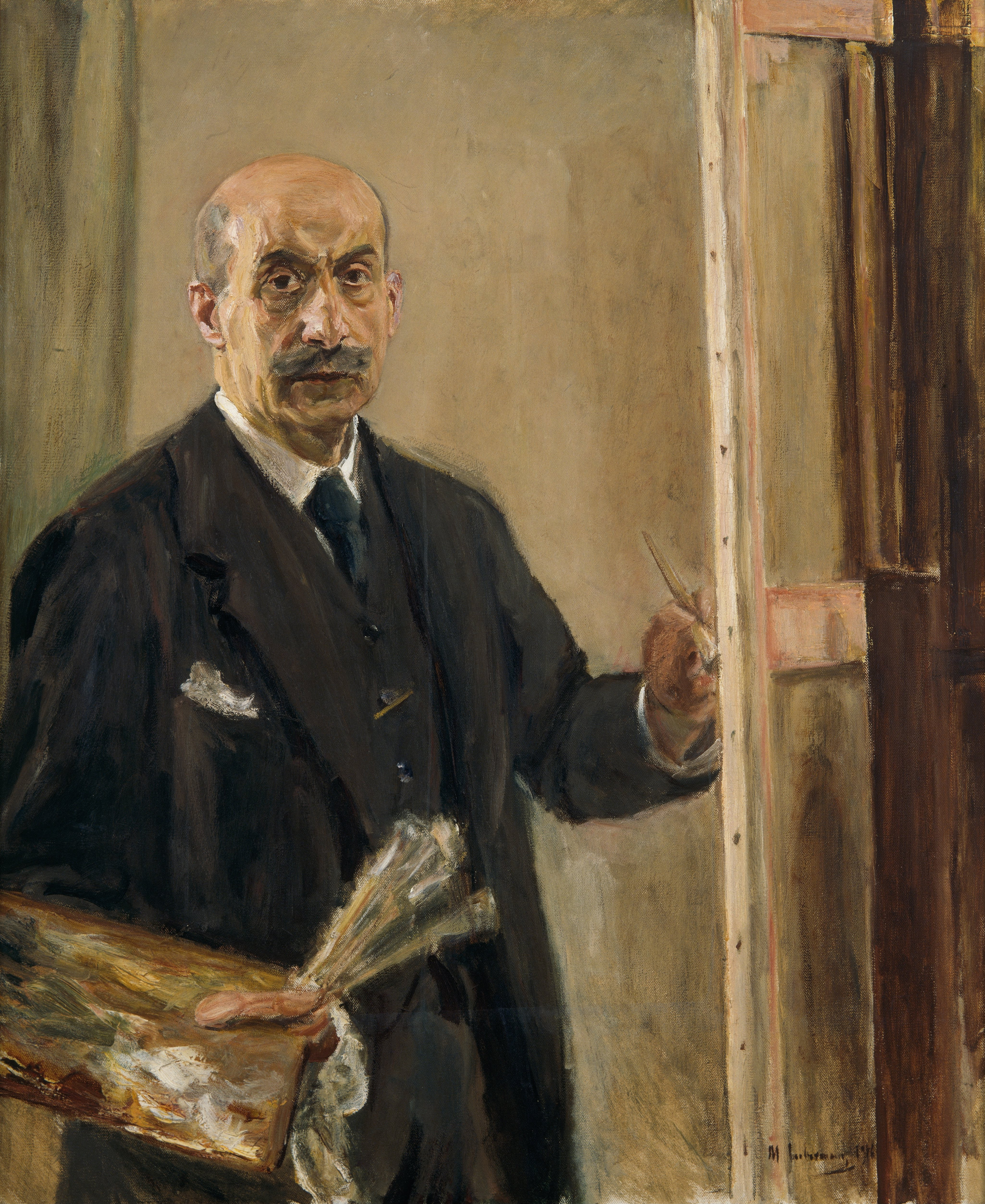
Макс Либерман. Автопортрет. 1916. Бременская картинная галерея

Либерман вступил в «Германское общество 1914», где публичные личности под председательством либерально-консервативного политика Вильгельма Зольфа вели дискуссии на политические и частные темы. Собственные политические взгляды не были обязательным условием вступления, требовалась лишь приверженность политике классового мира, внедрявшейся канцлером Бетманом-Гольвегом. По мере развития военных действий Либерман всё больше уходил в свою частную жизнь, в свой загородный дом в Ванзее. Но и творчество художника ограничилось портретами военных, как, например, Карла фон Бюлова. Ещё до войны Либерман считался первым портретистом берлинской крупной буржуазии. Однако за свою поддержку войны Либерман позднее подвергся серьёзной критике.
В 1915—1917 годах Либерман не покидал Берлина за исключением двух поездок на курорт в Висбаден. Летом он не поехал в Нидерланды, а остался на Ванзее, а зимой жил на Парижской площади. Его семья не испытывала лишений, хотя на цветочных клумбах в его загородном доме теперь был огород. В мае 1915 года 30-летняя дочь Либермана Кете вышла за дипломата и советника Бетмана-Гольвега Курта Рицлера.

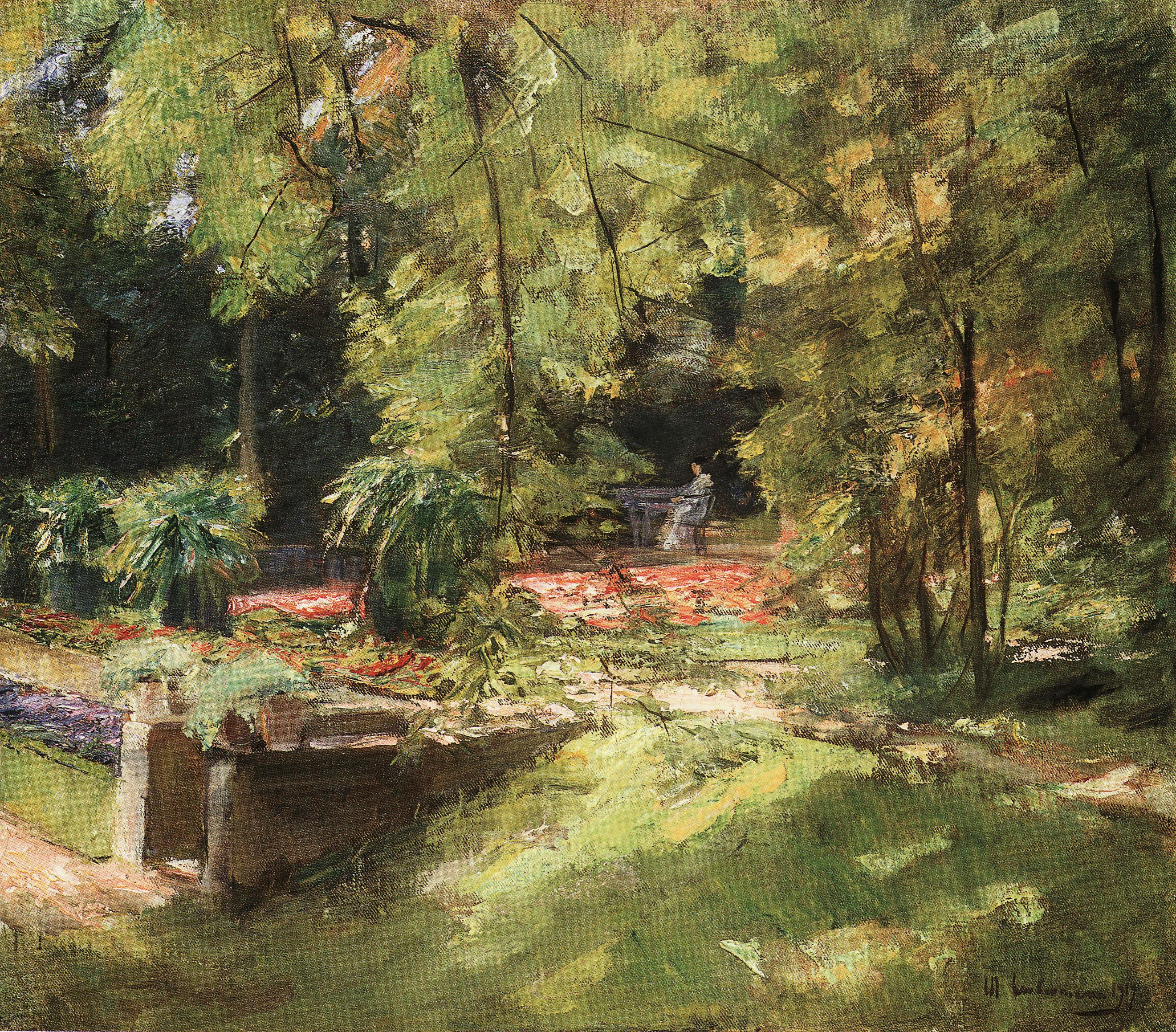
Цветочные террасы в саду Ванзее. 1919

В 1917 году Прусская академия художеств устроила большую ретроспективу творчества Либермана по случаю его 70-летия, где демонстрировалось почти 200 картин. Преемник Чуди на посту директора Национальной галереи Людвиг Юсти предоставил ему отдельный зал. Вильгельм II одобрил выставку и наградил Либермана орденом Красного орла III класса. Юбиляр довольно заметил, что кайзер закопал топор войны с современным искусством.
18 января 1918 года состоялось торжественное открытие зала Макса Либермана в Национальной галерее. На открытии выступил министр по делам религиозных культов Фридрих Шмидт-Отт. Несколько недель спустя в Берлине забастовало 500 тысяч рабочих. Когда началась Ноябрьская революция, Либерман проживал в доме на Парижской площади. В его доме монархисты установили пулемёты. Либерман переехал в дом дочери. К политическим изменениям он отнёсся негативно: хотя он и высказывался за введение равных избирательных прав в Пруссии и переход к парламентской демократии, но для него рушился весь мир.

### Последние годы жизни

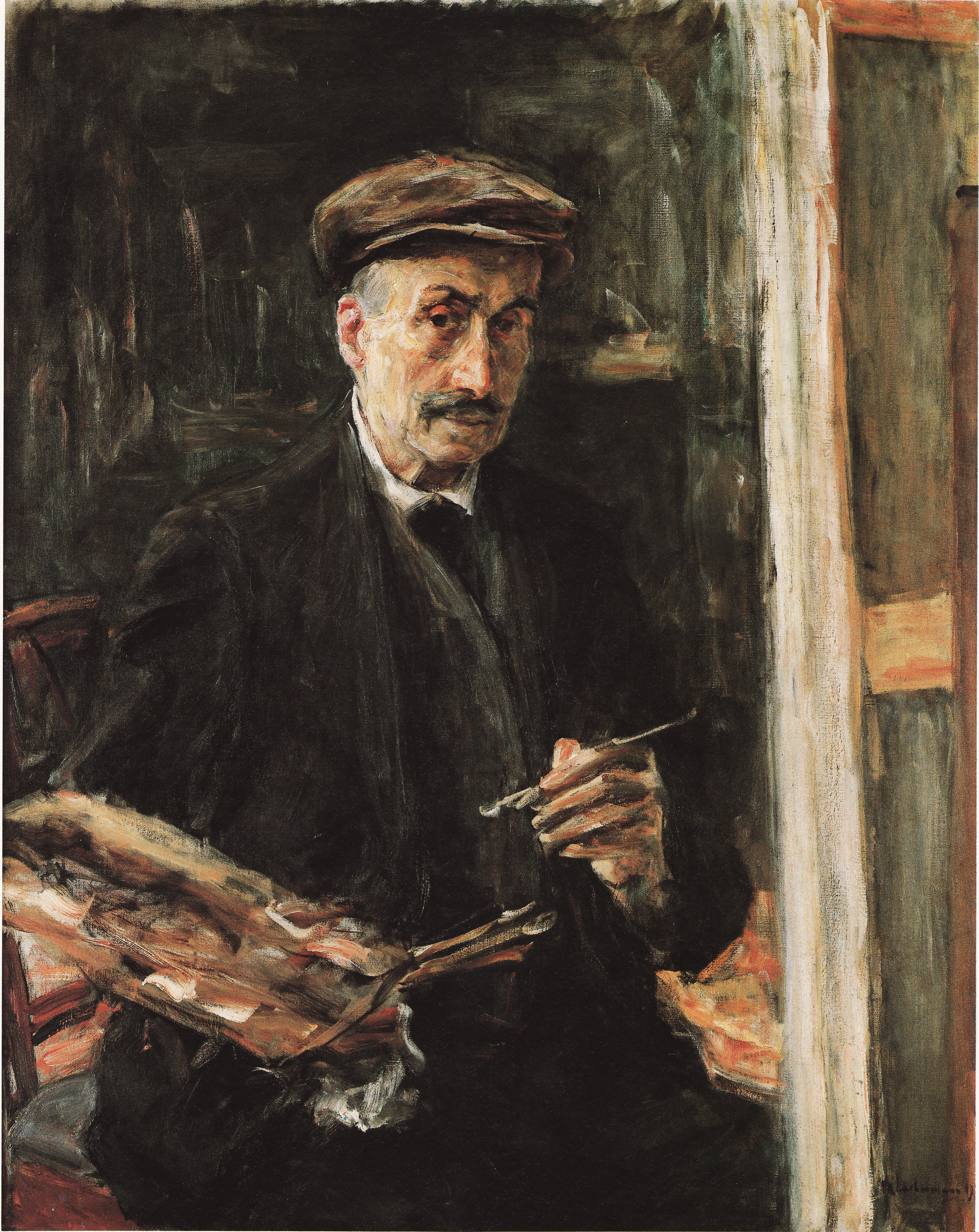
Макс Либерман. Автопортрет. 1925

По окончании войны и революции в 1920 году Либерман был избран президентом берлинской Академии художеств. Сецессионы продолжали существовать параллельно и потом практически безвестно распались. Время Сецессиона закончилось с вступлением Либермана на пост президента Академии. Под крылом Академии он пытался объединить различные художественные течения, в том числе и экспрессионизм. Благодаря Либерману в Академию были приняты Макс Пехштейн, Карл Хофер, Генрих Цилле, Отто Дикс и Карл Шмидт-Ротлуф.

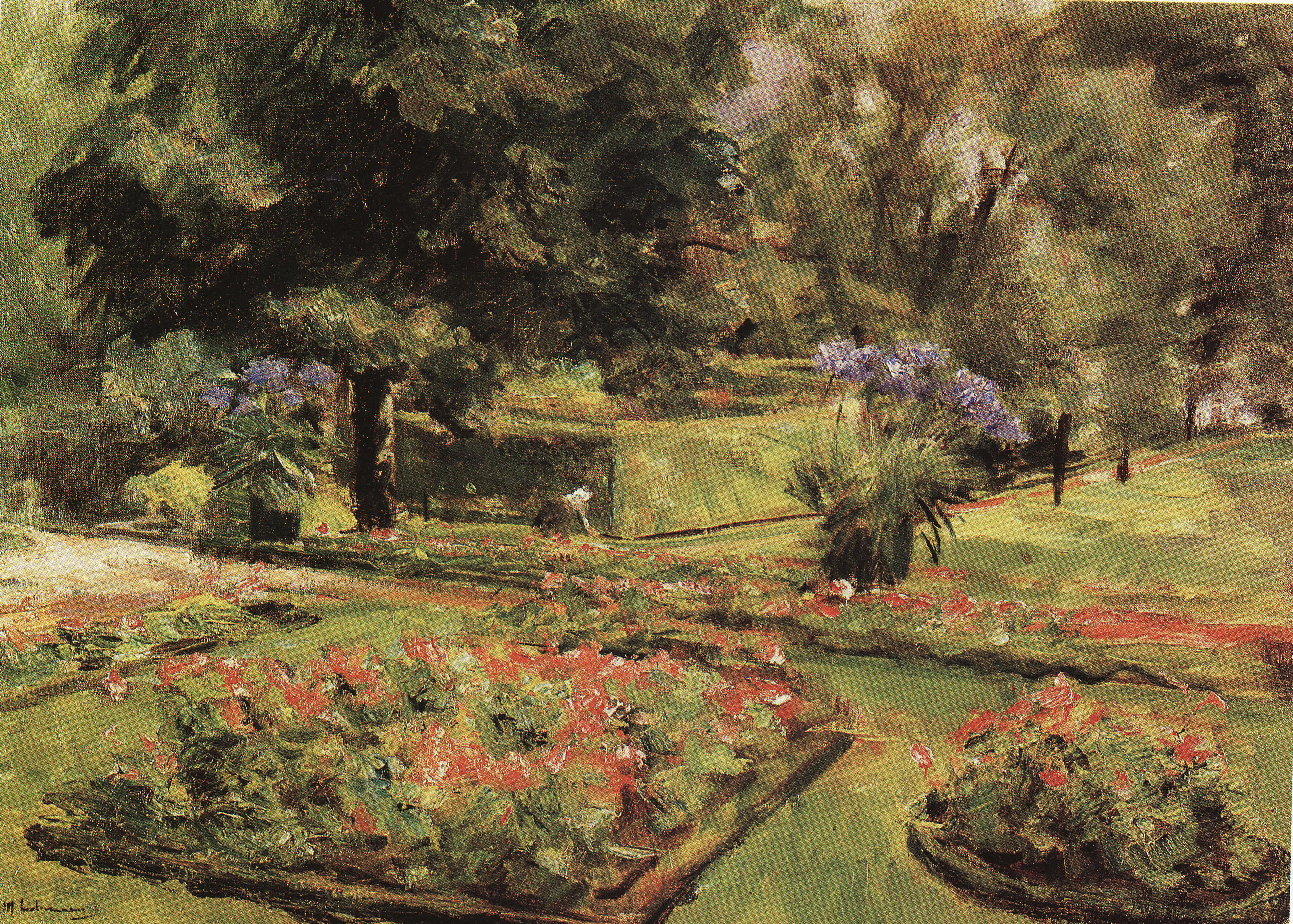
Сад в Ванзее. 1926

Несмотря на то, что его картины считались старомодной классикой, Либерман выступал за художественный прогресс и политическое искусство. Так, он поддержал обвинённую в тенденциозности эмоциональную работу Отто Дикса «Стрелковый окоп» об ужасах мировой войны, которую Либерман считал одной из самых выдающихся работ послевоенного времени. Несмотря на свои умеренные взгляды, Либерман вступил в полемику с Людвигом Юсти, выставившим в Национальной галерее работы экспрессионистов.

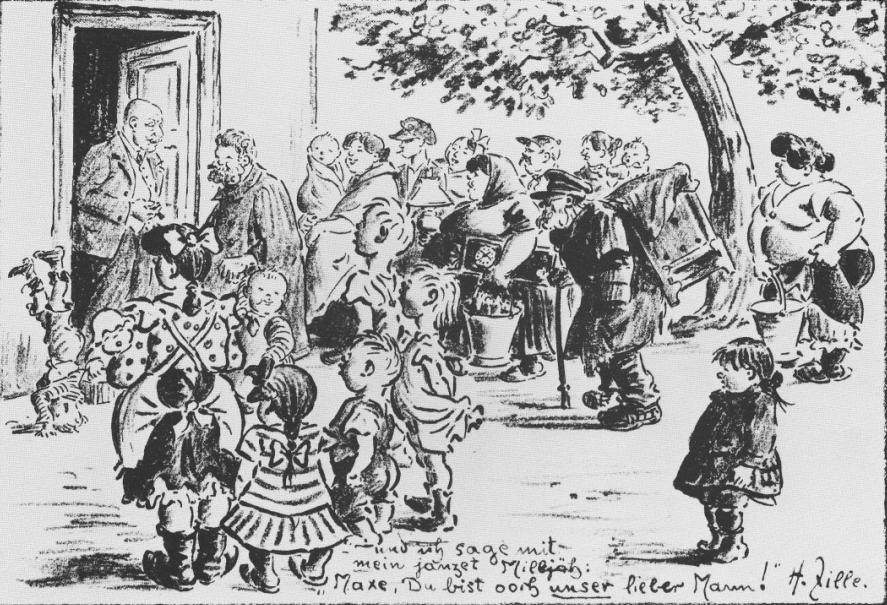
Генрих Цилле и его «среда» поздравляют Макса Либермана. Литография Генриха Цилле. 1927

В 1927 году Либерман оказался вновь в центре внимания общественности: художественный мир чествовал Либермана и его творчество по случаю 80-летия художника. Среди поздравлявших отметились Альберт Эйнштейн, Генрих и Томас Манны, а также Гуго фон Гофмансталь. В родном городе Либермана прошла выставка его работ. Некогда провокационный стиль Либермана выглядел классикой и документом прошедшей эпохи.
Берлин присвоил Либерману звание почётного жителя города. В день рождения Пауль фон Гинденбург наградил художника Орденом орла Германской империи «в знак благодарности немецкого народа». Министр внутренних дел Вальтер фон Койдель вручил Максу Либерману золотую государственную медаль «За заслуги перед государством».

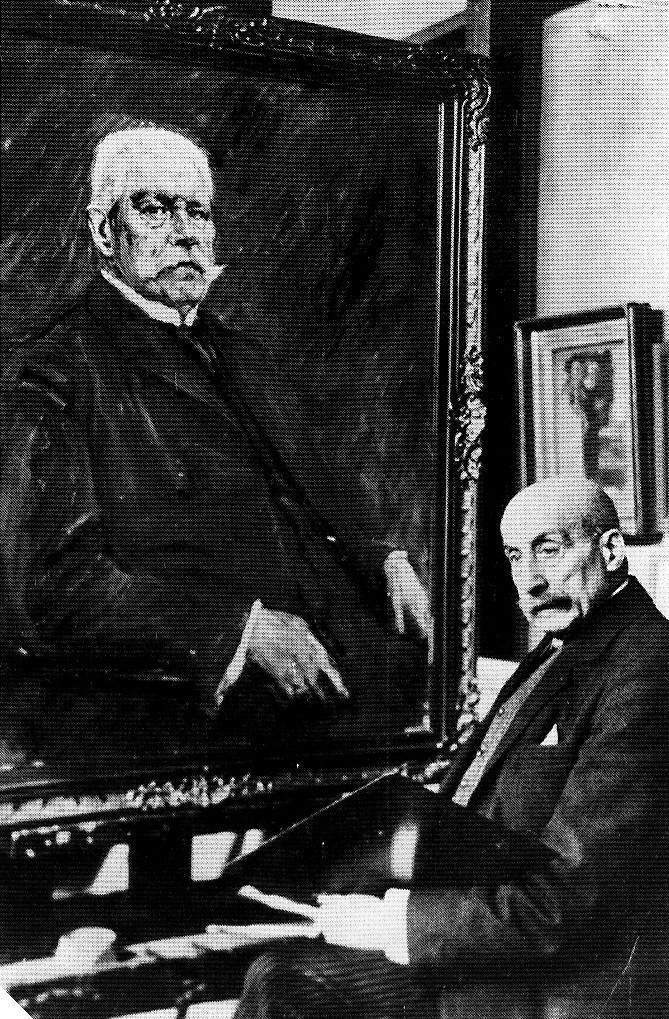
Макс Либерман перед портретом Пауля фон Гинденбурга. 1927

В конце 1927 года Либерман написал портрет рейхспрезидента Гинденбурга. Несмотря на различия в политических взглядах, Либерман охотно взялся за выполнение заказа и воспринял его за честь. Работая над портретом, он отказался от патетических элементов, ведь в Гинденбурге «старейшина немецкого модерна» видел заслуженного патриота Пруссии.
В 1932 году Либерман серьёзно заболел. По этой причине он снял с себя полномочия президента академии, но был избран почётным президентом. Благодаря вмешательству его друга и врача Фердинанда Зауэрбруха Макс Либерман выздоровел. Портреты Зауэрбруха являют собой финал и вершину портретного творчества художника.
30 января 1933 года к власти в Германии пришли нацисты. Из своего дома рядом с Бранденбургскими воротами Либерман видел нацистское факельное шествие и прокомментировал увиденное следующим образом: "Ich kann nicht so viel fressen, wie ich kotzen möchte" ("Я не смогу столько съесть, сколько я из себя хочу выблевать").
Макс Либерман не решился рисковать собой ради защиты культурной политики, как это сделали Кете Кольвиц и Генрих Манн. В мае 1933 года в день сожжения книг Либерман сложил с себя все свои полномочия и объяснил прессе: «В течение моей долгой жизни всеми силами я пытался служить немецкому искусству. По моему убеждению искусство не имеет ничего общего ни с политикой, ни с происхождением, поэтому я более не могу относиться к прусской академии художеств, поскольку моя точка зрения больше не имеет значения».

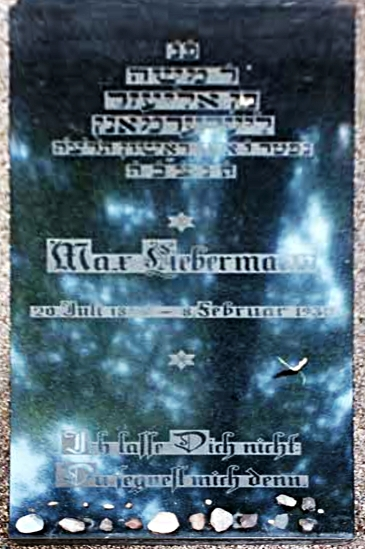
Могила Макса Либермана на Еврейском кладбище на Шёнхаузер-Аллее

Либерман удалился с общественной сцены, и практически ни один из его соратников не встал на его сторону и не сохранил ему верность. Лишь Кете Кольвиц пыталась сохранить с ним отношения. В 1934 года появился его последний автопортрет. Одному из последних своих посетителей Либерман признался: «Я живу исключительно из ненависти. Я больше не смотрю в окно этой комнаты, я не хочу видеть новый мир вокруг меня».
Макс Либерман умер 8 февраля 1935 года в своём доме на Парижской площади. Кете Кольвиц писала, что в семь часов вечера он тихо заснул. Посмертная маска художника выполнена молодым скульптором Арно Брекером, творчество которого впоследствии получило негативный оттенок из-за полученного скульптором звания любимого художника Гитлера и приверженности идеям национал-социализма. Фотограф Шарлотте Рорбах сделала фотографии гипсовой маски.
Смерть Либермана не фигурировала в новостях. Академия художеств, ставшая инструментом нацистов, отказалась чествовать старого президента. На похоронах Либермана на Еврейском кладбище на Шёнхаузер-аллее 11 февраля 1935 года не присутствовали официальные лица — ни от академии, ни от города, чьим почётным гражданином являлся художник. Гестапо заранее запретило участие в похоронах во избежание демонстрации в защиту свободы искусства. Однако на церемонию пришли около сотни друзей и родственников художника. Среди скорбящих были Кете Кольвиц, Ганс Пуррман, Конрад фон Кардорф, Отто Нагель, Фердинанд Зауэрбрух со своим сыном Гансом, Бруно Кассирер, Макс Якоб Фридлендер, Фридрих Зарре и Адольф Гольдшмидт. В своей траурной речи Карл Шеффлер заявил, что похороны великого художника одновременно являются символическим прощанием с целой эпохой, представителем которой являлся Макс Либерман.
Супруга Макса Либермана покончила жизнь самоубийством, чтобы не попасть в концентрационный лагерь Терезиенштадт, приняв сверхдозу барбитала, и умерла 10 марта 1943 года в Еврейской больнице Берлина. Дворец Либермана на Парижской площади вскоре был разрушен.